# Eleições autárquicas portuguesas de 1982
As eleições autárquicas portuguesas de 1982 foram realizadas a 12 de dezembro de 1982 e foram as terceiras eleições realizadas em Portugal para o poder local, após a Revolução dos Cravos.
Estas eleições serviram para eleger os membros do poder local do país, que eram compostos por 305 presidentes de câmara municipal, 1 913 vereadores, 9 897 mandatos para as assembleias municipais e cerca de 42 000 mandatos para as assembleias de freguesia.
Quanto aos resultados, o Partido Socialista (PS) foi o partido mais votado, obtendo cerca de 31% dos votos, um aumento de 4% em relação às autárquicas de 1979, e conquistando 83 presidentes de câmara municipal, um aumento de 23 comparando com as anteriores eleições.
Importa referir que apesar de o PS ter sido a força mais votada, os partidos de centro-direita obtiveram, somando os resultados obtidos pela coligação Aliança Democrática (AD), e pelos partidos que a compunham individualmente — Partido Social Democrata (PPD/PSD), Partido do Centro Democrático Social (CDS) e Partido Popular Monárquico (PPM), cerca de 42% dos votos. Este resultado, apesar de tudo, implicou uma queda de 7% dos votos e uma perda de 30 presidências de câmara municipal em comparação com as anteriores autárquicas de 1979.
Por fim, de realçar o forte resultado obtido pela Aliança Povo Unido (APU), coligação formada pelo Partido Comunista Português (PCP) e pelo Movimento Democrático Português (MDP/CDE), que foi a segunda força mais votada, ultrapassando a barreira de 1 milhão de votos e conquistando cerca de 21% dos votos e 55 presidências de câmara.

## Mapa

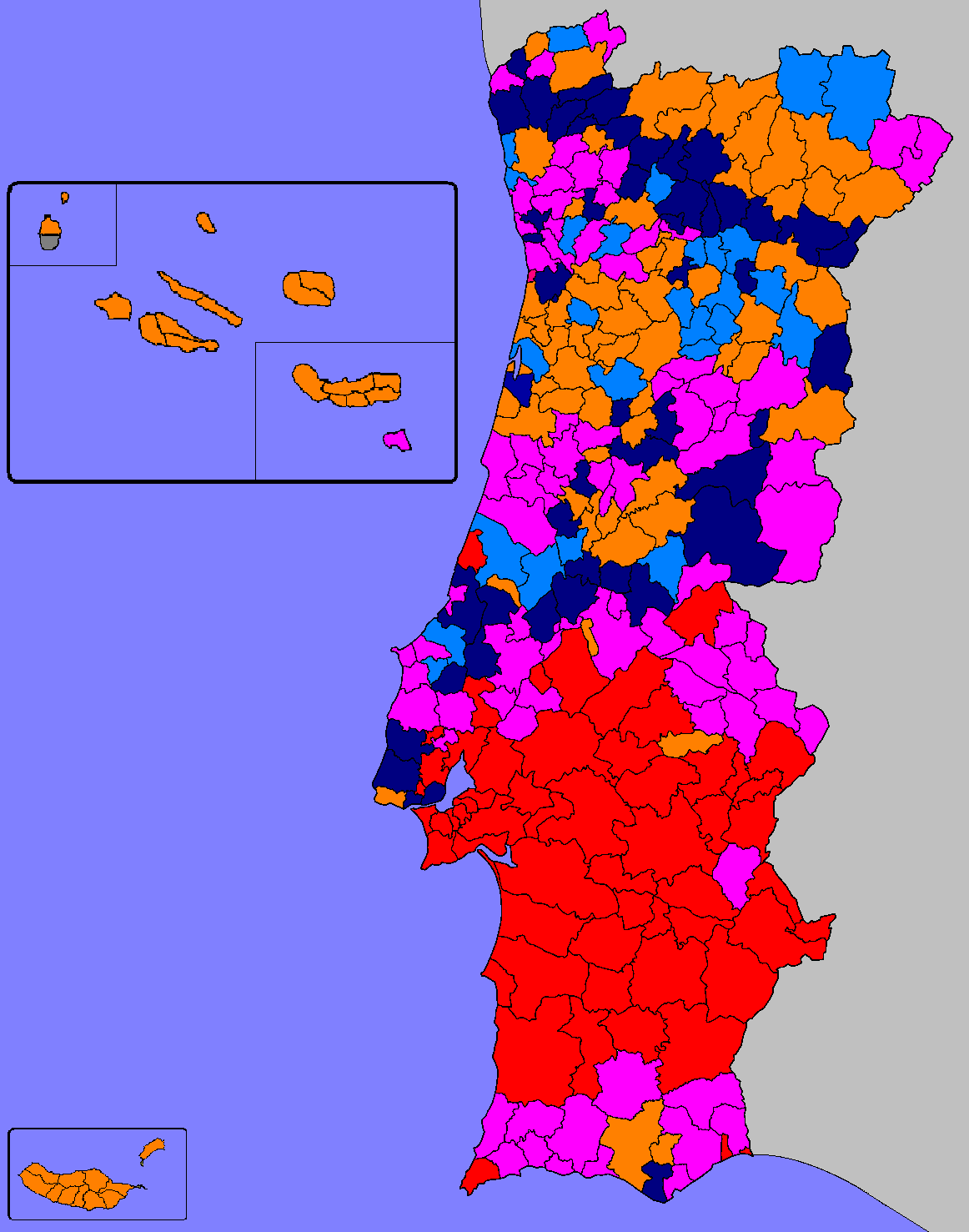
Partido mais votado por concelho (câmara municipal). Legenda: Rosa – PS; Azul escuro – AD; Laranja – PPD/PSD; Azul claro – CDS; Vermelho – APU; Cinzento – ASDI; Azul cobalto – PPM; Carmesim – PS–UEDS.

## Partidos e coligações candidatas

### Partidos
| Sigla | Sigla     | Partido                                             |
| ----- | --------- | --------------------------------------------------- |
|       | ASDI      | Ação Social Democrata Independente                  |
|       | CDS       | Partido do Centro Democrático Social                |
|       | OCMLP     | Organização Comunista Marxista-Leninista Portuguesa |
|       | PCTP/MRPP | Partido Comunista dos Trabalhadores Portugueses     |
|       | PDC       | Partido da Democracia Cristã                        |
|       | POUS      | Partido Operário de Unidade Socialista              |
|       | PPD/PSD   | Partido Social Democrata                            |
|       | PPM       | Partido Popular Monárquico                          |
|       | PS        | Partido Socialista                                  |
|       | UDP       | União Democrática Popular                           |

### Coligações
| Sigla | Sigla   | Coligação                                                                   |
| ----- | ------- | --------------------------------------------------------------------------- |
|       | AD      | Aliança Democrática                                                         |
|       | APU     | Aliança Povo Unido                                                          |
|       | PS–UEDS | Coligação Partido Socialista–União da Esquerda para a Democracia Socialista |
|       | UD      | União Democrática                                                           |

## Resultados oficiais

### Câmaras e vereadores Municipais
| Partido                 | Partido                                                                     | Votos       | %               | +/-         | Presidentes de CM | +/-         | Vereadores    | +/-         |
| ----------------------- | --------------------------------------------------------------------------- | ----------- | --------------- | ----------- | ----------------- | ----------- | ------------- | ----------- |
|                         | Partido Socialista                                                          | 1 595 723   | 31,10 / 100,00  | 3,43        | 83 / 305          | 23          | 619 / 1 913   | 103         |
|                         | Aliança Povo Unido                                                          | 1 061 492   | 20,69 / 100,00  | 0,21        | 55 / 305          | 5           | 316 / 1 913   | Estável     |
|                         | Aliança Democrática                                                         | 1 004 065   | 19,57 / 100,00  | 5,93        | 49 / 305          | 24          | 322 / 1 913   | 104         |
|                         | Partido Social Democrata                                                    | 750 296     | 14,62 / 100,00  | 0,08        | 88 / 305          | 13          | 439 / 1 913   | 36          |
|                         | Partido do Centro Democrático Social                                        | 386 527     | 7,53 / 100,00   | 0,61        | 27 / 305          | 7           | 185 / 1 913   | 29          |
|                         | Coligação Partido Socialista–União da Esquerda para a Democracia Socialista | 37 102      | 0,72 / 100,00   | Novo        | 1 / 305           | Novo        | 11 / 1 913    | Novo        |
|                         | União Democrática Popular                                                   | 31 973      | 0,62 / 100,00   | 0,67        | 0 / 305           | Estável     | 3 / 1 913     | Estável     |
|                         | União Democrática                                                           | 30 941      | 0,60 / 100,00   | Novo        | 0 / 305           | Novo        | 6 / 1 913     | Novo        |
|                         | Partido Comunista dos Trabalhadores Portugueses                             | 16 263      | 0,32 / 100,00   | 0,17        | 0 / 305           | Estável     | 0 / 1 913     | Estável     |
|                         | Partido Popular Monárquico                                                  | 11 293      | 0,22 / 100,00   | 0,10        | 1 / 305           | Estável     | 5 / 1 913     | 1           |
|                         | Ação Social Democrata Independente                                          | 7 156       | 0,14 / 100,00   | Novo        | 1 / 305           | Novo        | 7 / 1 913     | Novo        |
|                         | Partido Operário de Unidade Socialista                                      | 5 519       | 0,11 / 100,00   | 0,10        | 0 / 305           | -           | 0 / 1 913     | -           |
|                         | Organização Comunista Marxista-Leninista Portuguesa                         | 1 450       | 0,03 / 100,00   | Novo        | 0 / 305           | Novo        | 0 / 1 913     | Novo        |
|                         | Partido da Democracia Cristã                                                | 849         | 0,02 / 100,00   | 0,11        | 0 / 305           | -           | 0 / 1 913     | 2           |
| Votos inválidos         | Votos inválidos                                                             | 190 834     | 3,72 / 100,00   | 1,07        |                   |             |               |             |
| Total                   | Total                                                                       | 5 131 483   | 100,00 / 100,00 |             | 305 / 305         |             | 1 913 / 1 913 | 13          |
| Eleitorado/Participação | Eleitorado/Participação                                                     | 7 184 966   | 71,42 / 100,00  | 2,35        |                   |             |               |             |
| Fonte                   | Fonte                                                                       | [ 1 ] [ 2 ] | [ 1 ] [ 2 ]     | [ 1 ] [ 2 ] | [ 1 ] [ 2 ]       | [ 1 ] [ 2 ] | [ 1 ] [ 2 ]   | [ 1 ] [ 2 ] |

### Assembleias municipais
| Partido                 | Partido                                                                     | Votos     | %               | +/-   | Mandatos      | +/-   |
| ----------------------- | --------------------------------------------------------------------------- | --------- | --------------- | ----- | ------------- | ----- |
|                         | Partido Socialista                                                          | 1 583 804 | 32,56 / 100,00  | 4,18  | 3 182 / 9 897 | 496   |
|                         | Aliança Povo Unido                                                          | 1 070 247 | 22,00 / 100,00  | 1,10  | 1 763 / 9 897 | 17    |
|                         | Aliança Democrática                                                         | 990 315   | 20,36 / 100,00  | 3,72  | 1 625 / 9 897 | 497   |
|                         | Partido Social Democrata                                                    | 717 131   | 14,74 / 100,00  | 2,31  | 2 148 / 9 897 | 82    |
|                         | Partido do Centro Democrático Social                                        | 379 833   | 7,81 / 100,00   | 0,77  | 1 003 / 9 897 | 171   |
|                         | União Democrática Popular                                                   | 35 128    | 0,72 / 100,00   | 0,55  | 21 / 9 897    | 37    |
|                         | Coligação Partido Socialista–União da Esquerda para a Democracia Socialista | 31 481    | 0,65 / 100,00   | Novo  | 52 / 9 897    | Novo  |
|                         | União Democrática                                                           | 30 707    | 0,63 / 100,00   | Novo  | 40 / 9 897    | Novo  |
|                         | Partido Popular Monárquico                                                  | 10 314    | 0,20 / 100,00   | 0,07  | 28 / 9 897    | 2     |
|                         | Partido Comunista dos Trabalhadores Portugueses                             | 7 120     | 0,15 / 100,00   | 0,10  | 1 / 9 897     | 1     |
|                         | Ação Social Democrata Independente                                          | 3 858     | 0,08 / 100,00   | Novo  | 32 / 9 897    | Novo  |
|                         | Partido Operário de Unidade Socialista                                      | 2 499     | 0,05 / 100,00   | -     | 0 / 9 897     | -     |
|                         | Partido da Democracia Cristã                                                | 847       | 0,02 / 100,00   | 0,02  | 2 / 9 897     | 2     |
|                         | Organização Comunista Marxista-Leninista Portuguesa                         | 526       | 0,01 / 100,00   | Novo  | 0 / 9 897     | Novo  |
| Votos inválidos         | Votos inválidos                                                             | 206 480   | 4,07 / 100,00   | 1,29  |               |       |
| Total                   | Total                                                                       | 5 071 507 | 100,00 / 100,00 |       | 9 897 / 9 897 | 194   |
| Eleitorado/Participação | Eleitorado/Participação                                                     | 7 114 983 | 71,28 / 100,00  | 0,58  |               |       |
| Fonte                   | Fonte                                                                       | [ 3 ]     | [ 3 ]           | [ 3 ] | [ 3 ]         | [ 3 ] |

### Assembleias de freguesia
| Partido                 | Partido                                                                     | Votos     | %               | +/-     | Mandatos        | +/-   |
| ----------------------- | --------------------------------------------------------------------------- | --------- | --------------- | ------- | --------------- | ----- |
|                         | Partido Socialista                                                          | 1 527 322 | 31,03 / 100,00  | 2,44    | 12 803 / 41 636 | 2 190 |
|                         | Aliança Povo Unido                                                          | 1 071 831 | 21,76 / 100,00  | 0,69    | 4 997 / 41 636  | 265   |
|                         | Aliança Democrática                                                         | 905 696   | 18,40 / 100,00  | 5,06    | 7 684 / 41 636  | 2 101 |
|                         | Partido Social Democrata                                                    | 760 847   | 15,46 / 100,00  | 1,82    | 9 499 / 41 636  | 52    |
|                         | Partido do Centro Democrático Social                                        | 381 150   | 7,74 / 100,00   | 0,56    | 4 837 / 41 636  | 176   |
|                         | Grupos de cidadãos eleitores                                                | 65 865    | 1,34 / 100,00   | 0,19    | 1 038 / 41 636  | 331   |
|                         | União Democrática                                                           | 29 284    | 0,59 / 100,00   | Novo    | 342 / 41 636    | Novo  |
|                         | Coligação Partido Socialista–União da Esquerda para a Democracia Socialista | 25 265    | 0,51 / 100,00   | Novo    | 258 / 41 636    | Novo  |
|                         | União Democrática Popular                                                   | 24 799    | 0,50 / 100,00   | 0,47    | 30 / 41 636     | 25    |
|                         | Partido Popular Monárquico                                                  | 6 261     | 0,13 / 100,00   | 0,01    | 99 / 41 636     | 21    |
|                         | Partido Comunista dos Trabalhadores Portugueses                             | 5 023     | 0,10 / 100,00   | 0,04    | 0 / 41 636      | 3     |
|                         | Ação Social Democrata Independente                                          | 2 768     | 0,06 / 100,00   | Novo    | 49 / 41 636     | Novo  |
|                         | Partido Operário de Unidade Socialista                                      | 856       | 0,02 / 100,00   | Estável | 0 / 41 636      | 1     |
|                         | Partido da Democracia Cristã                                                | 482       | 0,00 / 100,00   | 0,06    | 0 / 41 636      | 26    |
|                         | Organização Comunista Marxista-Leninista Portuguesa                         | 444       | 0,00 / 100,00   | Novo    | 0 / 41 636      | Novo  |
| Votos inválidos         | Votos inválidos                                                             | 183 315   | 3,73 / 100,00   | 0,84    |                 |       |
| Total                   | Total                                                                       | 4 922 228 | 100,00 / 100,00 |         | 41 636 / 41 636 | 1 526 |
| Eleitorado/Participação | Eleitorado/Participação                                                     | 7 073 336 | 69,59 / 100,00  | 1,13    |                 |       |

## Resultados por distrito ou região autónoma

### Região Autónoma dos Açores
| Partido                 | Partido                              | Votos   | %               | +/-  | Presidentes de CM | +/-     | Vereadores | +/-     |
| ----------------------- | ------------------------------------ | ------- | --------------- | ---- | ----------------- | ------- | ---------- | ------- |
|                         | Partido Social Democrata             | 52 713  | 51,25 / 100,00  | 9,54 | 17 / 19           | 1       | 64 / 105   | 13      |
|                         | Partido Socialista                   | 33 218  | 32,29 / 100,00  | 8,75 | 1 / 19            | Estável | 33 / 105   | 8       |
|                         | Partido do Centro Democrático Social | 7 902   | 7,68 / 100,00   | 0,26 | 0 / 19            | Estável | 5 / 105    | Estável |
|                         | Aliança Povo Unido                   | 2 961   | 2,88 / 100,00   | 0,66 | 0 / 19            | Estável | 0 / 105    | Estável |
|                         | União Democrática Popular            | 1 032   | 1,00 / 100,00   | 0,70 | 0 / 19            | Estável | 0 / 105    | Estável |
|                         | Ação Social Democrata Independente   | 532     | 0,52 / 100,00   | Novo | 1 / 19            | Novo    | 3 / 105    | Novo    |
| Votos inválidos         | Votos inválidos                      | 4 504   | 4,38 / 100,00   | 0,22 |                   |         |            |         |
| Total                   | Total                                | 102 862 | 100,00 / 100,00 |      | 19 / 19           |         | 105 / 105  | 2       |
| Eleitorado/Participação | Eleitorado/Participação              | 162 308 | 63,37 / 100,00  | 1,21 |                   |         |            |         |

### Distrito de Aveiro
| Partido                 | Partido                                                                     | Votos   | %               | +/-  | Presidentes de CM | +/-     | Vereadores | +/-     |
| ----------------------- | --------------------------------------------------------------------------- | ------- | --------------- | ---- | ----------------- | ------- | ---------- | ------- |
|                         | Partido Social Democrata                                                    | 91 483  | 30,10 / 100,00  | 8,45 | 11 / 19           | 3       | 52 / 131   | 7       |
|                         | Partido Socialista                                                          | 76 695  | 25,24 / 100,00  | 3,41 | 2 / 19            | 2       | 31 / 131   | 5       |
|                         | Partido do Centro Democrático Social                                        | 60 041  | 19,76 / 100,00  | 1,77 | 2 / 19            | Estável | 27 / 131   | Estável |
|                         | Aliança Democrática                                                         | 29 819  | 9,81 / 100,00   | 4,00 | 2 / 19            | 1       | 10 / 131   | 1       |
|                         | Aliança Povo Unido                                                          | 24 287  | 7,99 / 100,00   | 0,92 | 0 / 19            | Estável | 5 / 131    | 3       |
|                         | Coligação Partido Socialista–União da Esquerda para a Democracia Socialista | 6 017   | 1,98 / 100,00   | Novo | 1 / 19            | Novo    | 3 / 131    | Novo    |
|                         | Partido Popular Monárquico                                                  | 3 028   | 1,00 / 100,00   | -    | 1 / 19            | -       | 3 / 131    | -       |
|                         | União Democrática Popular                                                   | 1 152   | 0,38 / 100,00   | 0,09 | 0 / 19            | Estável | 0 / 131    | Estável |
|                         | Partido Comunista dos Trabalhadores Portugueses                             | 44      | 0,01 / 100,00   | 0,18 | 0 / 19            | Estável | 0 / 131    | Estável |
| Votos inválidos         | Votos inválidos                                                             | 11 334  | 3,73 / 100,00   | 1,02 |                   |         |            |         |
| Total                   | Total                                                                       | 303 900 | 100,00 / 100,00 |      | 19 / 19           |         | 131 / 131  |         |
| Eleitorado/Participação | Eleitorado/Participação                                                     | 434 171 | 70,00 / 100,00  | 2,39 |                   |         |            |         |

### Distrito de Beja
| Partido                 | Partido                   | Votos   | %               | +/-  | Presidentes de CM | +/-     | Vereadores | +/-     |
| ----------------------- | ------------------------- | ------- | --------------- | ---- | ----------------- | ------- | ---------- | ------- |
|                         | Aliança Povo Unido        | 60 159  | 55,51 / 100,00  | 1,24 | 13 / 14           | 1       | 50 / 78    | 1       |
|                         | Partido Socialista        | 26 125  | 24,10 / 100,00  | 2,16 | 1 / 14            | Estável | 20 / 78    | 3       |
|                         | Aliança Democrática       | 12 310  | 11,36 / 100,00  | 2,39 | 0 / 14            | Estável | 5 / 78     | Estável |
|                         | Partido Social Democrata  | 3 538   | 3,26 / 100,00   | 0,80 | 0 / 14            | 1       | 3 / 78     | 2       |
|                         | União Democrática Popular | 560     | 0,52 / 100,00   | 0,25 | 0 / 14            | Estável | 0 / 78     | Estável |
| Votos inválidos         | Votos inválidos           | 5 691   | 5,25 / 100,00   | 2,61 |                   |         |            |         |
| Total                   | Total                     | 108 383 | 100,00 / 100,00 |      | 14 / 14           |         | 78 / 78    |         |
| Eleitorado/Participação | Eleitorado/Participação   | 148 781 | 72,85 / 100,00  | 4,49 |                   |         |            |         |

### Distrito de Braga
| Partido                 | Partido                                         | Votos   | %               | +/-   | Presidentes de CM | +/-     | Vereadores | +/-     |
| ----------------------- | ----------------------------------------------- | ------- | --------------- | ----- | ----------------- | ------- | ---------- | ------- |
|                         | Partido Socialista                              | 136 163 | 37,83 / 100,00  | 5,05  | 4 / 13            | 2       | 32 / 97    | 2       |
|                         | Aliança Democrática                             | 70 591  | 19,61 / 100,00  | 1,34  | 6 / 13            | 3       | 34 / 97    | 21      |
|                         | Partido Social Democrata                        | 59 365  | 16,50 / 100,00  | 4,08  | 2 / 13            | 2       | 16 / 97    | 13      |
|                         | Aliança Povo Unido                              | 30 313  | 8,42 / 100,00   | 0,85  | 0 / 13            | Estável | 3 / 97     | Estável |
|                         | União Democrática                               | 27 102  | 7,53 / 100,00   | Novo  | 0 / 13            | Novo    | 4 / 97     | Novo    |
|                         | Partido do Centro Democrático Social            | 18 073  | 5,02 / 100,00   | 10,22 | 1 / 13            | 3       | 8 / 97     | 12      |
|                         | Partido Popular Monárquico                      | 2 707   | 0,75 / 100,00   | -     | 0 / 13            | -       | 0 / 97     | -       |
|                         | Partido Comunista dos Trabalhadores Portugueses | 1 328   | 0,37 / 100,00   | 0,01  | 0 / 13            | Estável | 0 / 97     | Estável |
|                         | União Democrática Popular                       | 475     | 0,13 / 100,00   | 0,25  | 0 / 13            | Estável | 0 / 97     | Estável |
| Votos inválidos         | Votos inválidos                                 | 13 772  | 3,83 / 100,00   | 0,75  |                   |         |            |         |
| Total                   | Total                                           | 359 889 | 100,00 / 100,00 |       | 13 / 13           |         | 97 / 97    | 2       |
| Eleitorado/Participação | Eleitorado/Participação                         | 456 329 | 78,87 / 100,00  | 3,04  |                   |         |            |         |

### Distrito de Bragança
| Partido                 | Partido                              | Votos   | %               | +/-   | Presidentes de CM | +/-     | Vereadores | +/-     |
| ----------------------- | ------------------------------------ | ------- | --------------- | ----- | ----------------- | ------- | ---------- | ------- |
|                         | Partido Social Democrata             | 24 942  | 27,92 / 100,00  | 18,42 | 5 / 12            | 4       | 22 / 72    | 16      |
|                         | Partido do Centro Democrático Social | 22 081  | 24,71 / 100,00  | 1,22  | 2 / 12            | Estável | 17 / 72    | 1       |
|                         | Partido Socialista                   | 21 038  | 23,55 / 100,00  | 5,18  | 2 / 12            | 1       | 18 / 72    | 5       |
|                         | Aliança Democrática                  | 10 760  | 12,04 / 100,00  | -     | 3 / 12            | -       | 13 / 72    | -       |
|                         | Aliança Povo Unido                   | 4 175   | 4,67 / 100,00   | 2,08  | 0 / 12            | Estável | 0 / 72     | 1       |
|                         | Partido Popular Monárquico           | 1 456   | 1,63 / 100,00   | -     | 0 / 12            | -       | 2 / 72     | -       |
|                         | União Democrática Popular            | 220     | 0,25 / 100,00   | 0,23  | 0 / 12            | Estável | 0 / 12     | Estável |
| Votos inválidos         | Votos inválidos                      | 4 677   | 5,23 / 100,00   | 0,89  |                   |         |            |         |
| Total                   | Total                                | 89 349  | 100,00 / 100,00 |       | 12 / 12           |         | 72 / 72    | 2       |
| Eleitorado/Participação | Eleitorado/Participação              | 132 581 | 67,39 / 100,00  | 2,47  |                   |         |            |         |

### Distrito de Castelo Branco
| Partido                 | Partido                                                                     | Votos   | %               | +/-   | Presidentes de CM | +/-     | Vereadores | +/-     |
| ----------------------- | --------------------------------------------------------------------------- | ------- | --------------- | ----- | ----------------- | ------- | ---------- | ------- |
|                         | Aliança Democrática                                                         | 42 521  | 34,05 / 100,00  | 17,36 | 4 / 11            | 4       | 22 / 65    | 20      |
|                         | Partido Socialista                                                          | 33 866  | 27,12 / 100,00  | 4,61  | 4 / 11            | 1       | 20 / 65    | 2       |
|                         | Aliança Povo Unido                                                          | 14 172  | 11,35 / 100,00  | 0,60  | 0 / 11            | Estável | 5 / 65     | Estável |
|                         | Partido Social Democrata                                                    | 9 135   | 7,31 / 100,00   | -     | 2 / 11            | -       | 9 / 65     | -       |
|                         | Partido do Centro Democrático Social                                        | 8 320   | 6,66 / 100,00   | -     | 1 / 11            | -       | 7 / 65     | -       |
|                         | Coligação Partido Socialista–União da Esquerda para a Democracia Socialista | 7 180   | 5,75 / 100,00   | Novo  | 0 / 11            | Novo    | 2 / 65     | Novo    |
|                         | Partido Comunista dos Trabalhadores Portugueses                             | 1 775   | 1,42 / 100,00   | 0,64  | 0 / 11            | Estável | 0 / 65     | Estável |
|                         | Ação Social Democrata Independente                                          | 205     | 0,16 / 100,00   | Novo  | 0 / 11            | Novo    | 0 / 65     | Novo    |
| Votos inválidos         | Votos inválidos                                                             | 7 711   | 6,17 / 100,00   | 2,37  |                   |         |            |         |
| Total                   | Total                                                                       | 124 885 | 100,00 / 100,00 |       | 11 / 11           |         | 65 / 65    |         |
| Eleitorado/Participação | Eleitorado/Participação                                                     | 185 346 | 67,38 / 100,00  | 2,46  |                   |         |            |         |

### Distrito de Coimbra
| Partido                 | Partido                                         | Votos   | %               | +/-  | Presidentes de CM | +/-     | Vereadores | +/-     |
| ----------------------- | ----------------------------------------------- | ------- | --------------- | ---- | ----------------- | ------- | ---------- | ------- |
|                         | Partido Socialista                              | 94 652  | 43,03 / 100,00  | 9,00 | 8 / 17            | 4       | 49 / 107   | 14      |
|                         | Aliança Democrática                             | 55 756  | 25,35 / 100,00  | 5,37 | 3 / 17            | 1       | 25 / 107   | 2       |
|                         | Partido Social Democrata                        | 25 458  | 11,57 / 100,00  | 3,89 | 6 / 17            | 3       | 26 / 107   | 8       |
|                         | Aliança Povo Unido                              | 22 303  | 10,14 / 100,00  | 1,76 | 0 / 17            | Estável | 2 / 107    | 2       |
|                         | Partido do Centro Democrático Social            | 8 561   | 3,89 / 100,00   | 1,34 | 0 / 17            | Estável | 4 / 107    | 1       |
|                         | Partido Comunista dos Trabalhadores Portugueses | 2 144   | 0,97 / 100,00   | 0,35 | 0 / 17            | Estável | 0 / 107    | Estável |
|                         | Ação Social Democrata Independente              | 761     | 0,35 / 100,00   | Novo | 0 / 17            | Novo    | 1 / 107    | Novo    |
| Votos inválidos         | Votos inválidos                                 | 10 332  | 4,70 / 100,00   | 1,11 |                   |         |            |         |
| Total                   | Total                                           | 219 967 | 100,00 / 100,00 |      | 17 / 17           |         | 107 / 107  | 4       |
| Eleitorado/Participação | Eleitorado/Participação                         | 334 834 | 65,69 / 100,00  | 0,70 |                   |         |            |         |

### Distrito de Évora
| Partido                 | Partido                   | Votos   | %               | +/-  | Presidentes de CM | +/-     | Vereadores | +/-     |
| ----------------------- | ------------------------- | ------- | --------------- | ---- | ----------------- | ------- | ---------- | ------- |
|                         | Aliança Povo Unido        | 60 327  | 54,66 / 100,00  | 0,20 | 13 / 14           | 1       | 48 / 76    | 1       |
|                         | Partido Socialista        | 22 964  | 20,81 / 100,00  | 3,76 | 1 / 14            | Estável | 16 / 76    | 6       |
|                         | Partido Social Democrata  | 12 577  | 11,40 / 100,00  | 1,86 | 0 / 14            | 1       | 5 / 76     | 3       |
|                         | Aliança Democrática       | 9 935   | 9,00 / 100,00   | 3,35 | 0 / 14            | Estável | 7 / 76     | 2       |
|                         | União Democrática Popular | 262     | 0,24 / 100,00   | 0,31 | 0 / 14            | Estável | 0 / 76     | Estável |
| Votos inválidos         | Votos inválidos           | 4 300   | 3,90 / 100,00   | 1,71 |                   |         |            |         |
| Total                   | Total                     | 110 365 | 100,00 / 100,00 |      | 14 / 14           |         | 76 / 76    |         |
| Eleitorado/Participação | Eleitorado/Participação   | 143 491 | 76,91 / 100,00  | 4,00 |                   |         |            |         |

### Distrito de Faro
| Partido                 | Partido                              | Votos   | %               | +/-  | Presidentes de CM | +/-     | Vereadores | +/-     |
| ----------------------- | ------------------------------------ | ------- | --------------- | ---- | ----------------- | ------- | ---------- | ------- |
|                         | Partido Socialista                   | 71 903  | 40,33 / 100,00  | 0,99 | 11 / 16           | Estável | 48 / 100   | 7       |
|                         | Aliança Povo Unido                   | 36 597  | 20,53 / 100,00  | 1,16 | 2 / 16            | 1       | 21 / 100   | 2       |
|                         | Partido Social Democrata             | 31 134  | 17,46 / 100,00  | 2,38 | 2 / 16            | 1       | 20 / 100   | 2       |
|                         | Aliança Democrática                  | 20 722  | 11,62 / 100,00  | 7,51 | 1 / 16            | 2       | 9 / 100    | 12      |
|                         | Partido do Centro Democrático Social | 5 914   | 3,32 / 100,00   | 1,42 | 0 / 16            | Estável | 1 / 100    | Estável |
|                         | Ação Social Democrata Independente   | 2 938   | 1,65 / 100,00   | Novo | 0 / 16            | Novo    | 1 / 100    | Novo    |
|                         | União Democrática Popular            | 1 746   | 0,98 / 100,00   | 0,99 | 0 / 16            | Estável | 0 / 100    | Estável |
| Votos inválidos         | Votos inválidos                      | 7 324   | 4,11 / 100,00   | 0,79 |                   |         |            |         |
| Total                   | Total                                | 178 278 | 100,00 / 100,00 |      | 16 / 16           |         | 100 / 100  |         |
| Eleitorado/Participação | Eleitorado/Participação              | 252 841 | 70,51 / 100,00  | 1,01 |                   |         |            |         |

### Distrito da Guarda
| Partido                 | Partido                                         | Votos   | %               | +/-   | Presidentes de CM | +/-     | Vereadores | +/-     |
| ----------------------- | ----------------------------------------------- | ------- | --------------- | ----- | ----------------- | ------- | ---------- | ------- |
|                         | Partido Socialista                              | 38 815  | 34,64 / 100,00  | 1,17  | 4 / 14            | 1       | 26 / 82    | 4       |
|                         | Partido Social Democrata                        | 23 656  | 21,11 / 100,00  | 15,95 | 6 / 14            | 4       | 24 / 82    | 19      |
|                         | Partido do Centro Democrático Social            | 19 659  | 17,55 / 100,00  | 9,07  | 3 / 14            | 2       | 21 / 82    | 11      |
|                         | Aliança Democrática                             | 17 961  | 16,03 / 100,00  | 25,81 | 1 / 14            | 7       | 10 / 82    | 30      |
|                         | Aliança Povo Unido                              | 5 523   | 4,93 / 100,00   | 0,53  | 0 / 14            | Estável | 1 / 82     | 1       |
|                         | Partido Comunista dos Trabalhadores Portugueses | 285     | 0,25 / 100,00   | 0,12  | 0 / 14            | Estável | 0 / 82     | Estável |
| Votos inválidos         | Votos inválidos                                 | 6 146   | 5,49 / 100,00   | 1,70  |                   |         |            |         |
| Total                   | Total                                           | 112 045 | 100,00 / 100,00 |       | 14 / 14           |         | 82 / 82    | 3       |
| Eleitorado/Participação | Eleitorado/Participação                         | 159 961 | 70,05 / 100,00  | 3,96  |                   |         |            |         |

### Distrito de Leiria
| Partido                 | Partido                                | Votos   | %               | +/-  | Presidentes de CM | +/-     | Vereadores | +/-     |
| ----------------------- | -------------------------------------- | ------- | --------------- | ---- | ----------------- | ------- | ---------- | ------- |
|                         | Partido Socialista                     | 56 757  | 28,08 / 100,00  | 4,28 | 5 / 16            | 2       | 31 / 102   | 8       |
|                         | Partido Social Democrata               | 46 179  | 22,84 / 100,00  | 6,40 | 3 / 16            | 5       | 25 / 102   | 2       |
|                         | Partido do Centro Democrático Social   | 37 889  | 18,74 / 100,00  | 4,62 | 4 / 16            | 4       | 17 / 102   | 6       |
|                         | Aliança Democrática                    | 28 436  | 14,07 / 100,00  | 2,33 | 3 / 16            | 1       | 19 / 102   | 6       |
|                         | Aliança Povo Unido                     | 24 323  | 12,03 / 100,00  | 0,58 | 1 / 16            | Estável | 10 / 102   | 1       |
|                         | Partido Popular Monárquico             | 402     | 0,20 / 100,00   | 0,15 | 0 / 16            | Estável | 0 / 102    | Estável |
|                         | União Democrática Popular              | 198     | 0,10 / 100,00   | 0,29 | 0 / 16            | Estável | 0 / 102    | Estável |
|                         | Partido Operário de Unidade Socialista | 147     | 0,07 / 100,00   | 0,02 | 0 / 16            | Estável | 0 / 102    | Estável |
| Votos inválidos         | Votos inválidos                        | 7 831   | 3,87 / 100,00   | 0,82 |                   |         |            |         |
| Total                   | Total                                  | 202 162 | 100,00 / 100,00 |      | 16 / 16           |         | 102 / 102  | 7       |
| Eleitorado/Participação | Eleitorado/Participação                | 311 832 | 64,83 / 100,00  | 4,49 |                   |         |            |         |

### Distrito de Lisboa
| Partido                 | Partido                                                                     | Votos     | %               | +/-  | Presidentes de CM | +/-     | Vereadores | +/-     |
| ----------------------- | --------------------------------------------------------------------------- | --------- | --------------- | ---- | ----------------- | ------- | ---------- | ------- |
|                         | Aliança Democrática                                                         | 366 996   | 32,14 / 100,00  | 0,28 | 5 / 15            | 1       | 39 / 133   | 6       |
|                         | Aliança Povo Unido                                                          | 350 561   | 30,70 / 100,00  | 2,36 | 5 / 15            | Estável | 40 / 133   | 4       |
|                         | Partido Socialista                                                          | 325 922   | 28,55 / 100,00  | 2,35 | 4 / 15            | Estável | 44 / 133   | 1       |
|                         | Partido Social Democrata                                                    | 24 958    | 2,19 / 100,00   | 1,72 | 1 / 15            | Estável | 5 / 133    | 7       |
|                         | Partido do Centro Democrático Social                                        | 15 645    | 1,37 / 100,00   | 2,76 | 0 / 15            | 1       | 2 / 133    | 3       |
|                         | União Democrática Popular                                                   | 8 388     | 0,73 / 100,00   | 1,21 | 0 / 15            | Estável | 0 / 133    | Estável |
|                         | Partido Comunista dos Trabalhadores Portugueses                             | 6 828     | 0,60 / 100,00   | 0,32 | 0 / 15            | Estável | 0 / 133    | Estável |
|                         | Partido Operário de Unidade Socialista                                      | 4 977     | 0,44 / 100,00   | -    | 0 / 15            | -       | 0 / 133    | -       |
|                         | Coligação Partido Socialista–União da Esquerda para a Democracia Socialista | 3 871     | 0,34 / 100,00   | Novo | 0 / 15            | Novo    | 3 / 133    | Novo    |
|                         | Partido Popular Monárquico                                                  | 466       | 0,04 / 100,00   | -    | 0 / 15            | -       | 0 / 133    | -       |
| Votos inválidos         | Votos inválidos                                                             | 33 104    | 2,90 / 100,00   | 0,96 |                   |         |            |         |
| Total                   | Total                                                                       | 1 141 716 | 100,00 / 100,00 |      | 15 / 15           |         | 133 / 133  | 4       |
| Eleitorado/Participação | Eleitorado/Participação                                                     | 1 576 569 | 72,42 / 100,00  | 2,08 |                   |         |            |         |

### Região Autónoma da Madeira
| Partido                 | Partido                              | Votos   | %               | +/-  | Presidentes de CM | +/-     | Vereadores | +/-     |
| ----------------------- | ------------------------------------ | ------- | --------------- | ---- | ----------------- | ------- | ---------- | ------- |
|                         | Partido Social Democrata             | 62 828  | 56,79 / 100,00  | 9,75 | 11 / 11           | Estável | 49 / 65    | 4       |
|                         | Partido Socialista                   | 24 572  | 22,21 / 100,00  | 9,67 | 0 / 11            | Estável | 8 / 65     | 3       |
|                         | Partido do Centro Democrático Social | 10 442  | 9,74 / 100,00   | 0,74 | 0 / 11            | Estável | 5 / 65     | 1       |
|                         | União Democrática Popular            | 5 440   | 4,92 / 100,00   | 1,40 | 0 / 11            | Estável | 3 / 65     | Estável |
|                         | Aliança Povo Unido                   | 3 354   | 3,03 / 100,00   | 0,30 | 0 / 11            | Estável | 0 / 65     | Estável |
| Votos inválidos         | Votos inválidos                      | 3 996   | 3,61 / 100,00   | 1,18 |                   |         |            |         |
| Total                   | Total                                | 110 632 | 100,00 / 100,00 |      | 11 / 11           |         | 65 / 65    |         |
| Eleitorado/Participação | Eleitorado/Participação              | 162 270 | 68,18 / 100,00  | 6,10 |                   |         |            |         |

### Distrito de Portalegre
| Partido                 | Partido                              | Votos   | %               | +/-  | Presidentes de CM | +/-     | Vereadores | +/-     |
| ----------------------- | ------------------------------------ | ------- | --------------- | ---- | ----------------- | ------- | ---------- | ------- |
|                         | Partido Socialista                   | 30 019  | 35,07 / 100,00  | 0,13 | 10 / 15           | Estável | 36 / 81    | 2       |
|                         | Aliança Povo Unido                   | 26 311  | 30,74 / 100,00  | 1,99 | 4 / 15            | 2       | 24 / 81    | Estável |
|                         | Aliança Democrática                  | 13 714  | 16,02 / 100,00  | 0,48 | 0 / 15            | Estável | 13 / 81    | 3       |
|                         | Partido Social Democrata             | 6 067   | 7,09 / 100,00   | 5,51 | 1 / 15            | 1       | 5 / 81     | 5       |
|                         | União Democrática                    | 3 839   | 4,48 / 100,00   | Novo | 0 / 15            | Novo    | 2 / 81     | Novo    |
|                         | Ação Social Democrata Independente   | 1 743   | 2,04 / 100,00   | Novo | 0 / 15            | Novo    | 1 / 81     | Novo    |
|                         | União Democrática Popular            | 175     | 0,20 / 100,00   | -    | 0 / 15            | -       | 0 / 81     | -       |
|                         | Partido do Centro Democrático Social | 88      | 0,10 / 100,00   | 0,66 | 0 / 15            | Estável | 0 / 81     | 1       |
| Votos inválidos         | Votos inválidos                      | 3 642   | 4,25 / 100,00   | 1,25 |                   |         |            |         |
| Total                   | Total                                | 85 598  | 100,00 / 100,00 |      | 15 / 15           |         | 81 / 81    |         |
| Eleitorado/Participação | Eleitorado/Participação              | 114 863 | 74,52 / 100,00  | 2,61 |                   |         |            |         |

### Distrito do Porto
| Partido                 | Partido                                                                     | Votos     | %               | +/-   | Presidentes de CM | +/-     | Vereadores | +/-     |
| ----------------------- | --------------------------------------------------------------------------- | --------- | --------------- | ----- | ----------------- | ------- | ---------- | ------- |
|                         | Partido Socialista                                                          | 315 353   | 38,69 / 100,00  | 3,53  | 9 / 17            | 6       | 60 / 137   | 10      |
|                         | Aliança Democrática                                                         | 143 391   | 17,59 / 100,00  | 21,94 | 3 / 17            | 7       | 24 / 137   | 32      |
|                         | Partido Social Democrata                                                    | 127 328   | 15,62 / 100,00  | 11,36 | 2 / 17            | Estável | 24 / 137   | 12      |
|                         | Aliança Povo Unido                                                          | 117 872   | 14,46 / 100,00  | 0,83  | 0 / 17            | Estável | 11 / 137   | 2       |
|                         | Partido do Centro Democrático Social                                        | 74 607    | 9,15 / 100,00   | 5,39  | 3 / 17            | 1       | 15 / 137   | 5       |
|                         | Coligação Partido Socialista–União da Esquerda para a Democracia Socialista | 7 127     | 0,87 / 100,00   | Novo  | 0 / 17            | Novo    | 3 / 137    | Novo    |
|                         | União Democrática Popular                                                   | 3 626     | 0,44 / 100,00   | 0,70  | 0 / 17            | Estável | 0 / 137    | Estável |
|                         | Partido Comunista dos Trabalhadores Portugueses                             | 1 212     | 0,15 / 100,00   | 0,31  | 0 / 17            | Estável | 0 / 137    | Estável |
|                         | Partido Popular Monárquico                                                  | 1 186     | 0,15 / 100,00   | -     | 0 / 17            | -       | 0 / 137    | -       |
|                         | Organização Comunista Marxista-Leninista Portuguesa                         | 315       | 0,04 / 100,00   | Novo  | 0 / 17            | Novo    | 0 / 137    | Novo    |
| Votos inválidos         | Votos inválidos                                                             | 23 113    | 2,84 / 100,00   | 0,78  |                   |         |            |         |
| Total                   | Total                                                                       | 815 131   | 100,00 / 100,00 |       | 17 / 17           |         | 137 / 137  |         |
| Eleitorado/Participação | Eleitorado/Participação                                                     | 1 090 455 | 74,75 / 100,00  | 2,92  |                   |         |            |         |

### Distrito de Santarém
| Partido                 | Partido                                         | Votos   | %               | +/-  | Presidentes de CM | +/-     | Vereadores | +/-     |
| ----------------------- | ----------------------------------------------- | ------- | --------------- | ---- | ----------------- | ------- | ---------- | ------- |
|                         | Partido Socialista                              | 86 472  | 36,23 / 100,00  | 2,88 | 10 / 21           | 1       | 52 / 128   | 9       |
|                         | Aliança Democrática                             | 67 822  | 28,42 / 100,00  | 0,22 | 5 / 21            | 1       | 34 / 128   | 5       |
|                         | Aliança Povo Unido                              | 54 600  | 22,88 / 100,00  | 0,96 | 4 / 21            | Estável | 34 / 128   | 3       |
|                         | Partido Social Democrata                        | 8 936   | 3,74 / 100,00   | 2,67 | 1 / 21            | 1       | 5 / 128    | 3       |
|                         | Partido do Centro Democrático Social            | 8 260   | 3,46 / 100,00   | 0,09 | 1 / 21            | 1       | 3 / 128    | Estável |
|                         | União Democrática Popular                       | 1 359   | 0,57 / 100,00   | 0,72 | 0 / 21            | Estável | 0 / 128    | Estável |
|                         | Partido Operário de Unidade Socialista          | 395     | 0,17 / 100,00   | 0,10 | 0 / 21            | Estável | 0 / 128    | Estável |
|                         | Partido Comunista dos Trabalhadores Portugueses | 164     | 0,07 / 100,00   | 0,07 | 0 / 21            | Estável | 0 / 128    | Estável |
| Votos inválidos         | Votos inválidos                                 | 10 649  | 4,46 / 100,00   | 1,50 |                   |         |            |         |
| Total                   | Total                                           | 238 657 | 100,00 / 100,00 |      | 21 / 21           |         | 128 / 128  | 2       |
| Eleitorado/Participação | Eleitorado/Participação                         | 353 290 | 67,55 / 100,00  | 3,98 |                   |         |            |         |

### Distrito de Setúbal
| Partido                 | Partido                                             | Votos   | %               | +/-  | Presidentes de CM | +/-     | Vereadores | +/-     |
| ----------------------- | --------------------------------------------------- | ------- | --------------- | ---- | ----------------- | ------- | ---------- | ------- |
|                         | Aliança Povo Unido                                  | 195 195 | 53,75 / 100,00  | 0,67 | 13 / 13           | Estável | 64 / 97    | Estável |
|                         | Partido Socialista                                  | 87 641  | 24,13 / 100,00  | 4,73 | 0 / 13            | Estável | 22 / 97    | 6       |
|                         | Partido Social Democrata                            | 26 819  | 7,39 / 100,00   | 0,57 | 0 / 13            | Estável | 7 / 97     | 2       |
|                         | Aliança Democrática                                 | 23 806  | 6,56 / 100,00   | 7,22 | 0 / 13            | Estável | 4 / 97     | 8       |
|                         | Partido do Centro Democrático Social                | 11 457  | 3,16 / 100,00   | 2,68 | 0 / 13            | Estável | 0 / 97     | Estável |
|                         | União Democrática Popular                           | 5 989   | 1,65 / 100,00   | 1,29 | 0 / 13            | Estável | 0 / 97     | Estável |
|                         | Partido Comunista dos Trabalhadores Portugueses     | 1 749   | 0,48 / 100,00   | 0,05 | 0 / 13            | Estável | 0 / 97     | Estável |
|                         | Organização Comunista Marxista-Leninista Portuguesa | 240     | 0,07 / 100,00   | Novo | 0 / 13            | Novo    | 0 / 97     | Novo    |
| Votos inválidos         | Votos inválidos                                     | 10 236  | 2,82 / 100,00   | 1,10 |                   |         |            |         |
| Total                   | Total                                               | 363 132 | 100,00 / 100,00 |      | 13 / 13           |         | 97 / 97    |         |
| Eleitorado/Participação | Eleitorado/Participação                             | 489 611 | 74,17 / 100,00  | 0,72 |                   |         |            |         |

### Distrito de Viana do Castelo
| Partido                 | Partido                                                                     | Votos   | %               | +/-   | Presidentes de CM | +/-     | Vereadores | +/-     |
| ----------------------- | --------------------------------------------------------------------------- | ------- | --------------- | ----- | ----------------- | ------- | ---------- | ------- |
|                         | Aliança Democrática                                                         | 44 560  | 33,94 / 100,00  | 19,57 | 4 / 10            | 3       | 18 / 66    | 19      |
|                         | Partido Socialista                                                          | 28 955  | 22,05 / 100,00  | 2,98  | 3 / 10            | 1       | 24 / 66    | 5       |
|                         | Aliança Povo Unido                                                          | 12 985  | 9,89 / 100,00   | 1,03  | 0 / 10            | Estável | 3 / 66     | 1       |
|                         | Coligação Partido Socialista–União da Esquerda para a Democracia Socialista | 12 907  | 9,83 / 100,00   | Novo  | 0 / 10            | Novo    | 3 / 66     | Novo    |
|                         | Partido do Centro Democrático Social                                        | 12 440  | 9,48 / 100,00   | 3,58  | 1 / 10            | Estável | 10 / 66    | 4       |
|                         | Partido Social Democrata                                                    | 11 353  | 8,65 / 100,00   | 7,83  | 2 / 10            | 2       | 7 / 66     | 7       |
|                         | Ação Social Democrata Independente                                          | 977     | 0,74 / 100,00   | Novo  | 0 / 10            | Novo    | 1 / 66     | Novo    |
|                         | Partido Comunista dos Trabalhadores Portugueses                             | 734     | 0,56 / 100,00   | 0,09  | 0 / 10            | Estável | 0 / 66     | Estável |
|                         | Partido Popular Monárquico                                                  | 280     | 0,21 / 100,00   | -     | 0 / 10            | -       | 0 / 66     | -       |
| Votos inválidos         | Votos inválidos                                                             | 6 098   | 4,65 / 100,00   | 1,29  |                   |         |            |         |
| Total                   | Total                                                                       | 131 289 | 100,00 / 100,00 |       | 10 / 10           |         | 66 / 66    | 2       |
| Eleitorado/Participação | Eleitorado/Participação                                                     | 185 942 | 70,61 / 100,00  | 3,38  |                   |         |            |         |

### Distrito de Vila Real
| Partido                 | Partido                                             | Votos   | %               | +/-   | Presidentes de CM | +/-     | Vereadores | +/-     |
| ----------------------- | --------------------------------------------------- | ------- | --------------- | ----- | ----------------- | ------- | ---------- | ------- |
|                         | Partido Socialista                                  | 37 108  | 29,20 / 100,00  | 3,70  | 1 / 14            | Estável | 25 / 84    | 2       |
|                         | Aliança Democrática                                 | 34 548  | 27,18 / 100,00  | 4,41  | 6 / 14            | 2       | 28 / 84    | 6       |
|                         | Partido Social Democrata                            | 28 957  | 22,78 / 100,00  | 12,99 | 6 / 14            | 1       | 22 / 84    | 9       |
|                         | Partido do Centro Democrático Social                | 10 892  | 8,57 / 100,00   | 5,99  | 1 / 14            | Estável | 9 / 84     | 5       |
|                         | Aliança Povo Unido                                  | 6 816   | 5,36 / 100,00   | 0,29  | 0 / 14            | Estável | 0 / 84     | Estável |
|                         | Organização Comunista Marxista-Leninista Portuguesa | 849     | 0,67 / 100,00   | Novo  | 0 / 14            | Novo    | 0 / 84     | Novo    |
|                         | Partido Popular Monárquico                          | 745     | 0,59 / 100,00   | 1,91  | 0 / 14            | 1       | 0 / 84     | 4       |
|                         | União Democrática Popular                           | 554     | 0,44 / 100,00   | 0,48  | 0 / 14            | Estável | 0 / 84     | Estável |
| Votos inválidos         | Votos inválidos                                     | 6 632   | 5,21 / 100,00   | 1,40  |                   |         |            |         |
| Total                   | Total                                               | 127 101 | 100,00 / 100,00 |       | 14 / 14           |         | 84 / 84    |         |
| Eleitorado/Participação | Eleitorado/Participação                             | 185 551 | 68,50 / 100,00  | 4,29  |                   |         |            |         |

### Distrito de Viseu
| Partido                 | Partido                                             | Votos   | %               | +/-  | Presidentes de CM | +/-     | Vereadores | +/-     |
| ----------------------- | --------------------------------------------------- | ------- | --------------- | ---- | ----------------- | ------- | ---------- | ------- |
|                         | Partido Social Democrata                            | 72 869  | 35,35 / 100,00  | 4,26 | 10 / 24           | 1       | 53 / 140   | 9       |
|                         | Partido do Centro Democrático Social                | 54 256  | 26,32 / 100,00  | 0,93 | 8 / 24            | 2       | 40 / 140   | 12      |
|                         | Partido Socialista                                  | 47 485  | 23,04 / 100,00  | 3,20 | 3 / 24            | 2       | 33 / 140   | 6       |
|                         | Aliança Democrática                                 | 10 417  | 5,05 / 100,00   | 7,93 | 3 / 24            | 5       | 14 / 140   | 19      |
|                         | Aliança Povo Unido                                  | 8 658   | 4,20 / 100,00   | 2,35 | 0 / 24            | Estável | 0 / 140    | 3       |
|                         | Partido Popular Monárquico                          | 1 023   | 0,50 / 100,00   | -    | 0 / 24            | -       | 0 / 140    | -       |
|                         | Partido da Democracia Cristã                        | 849     | 0,41 / 100,00   | 0,24 | 0 / 24            | Estável | 0 / 140    | Estável |
|                         | União Democrática Popular                           | 797     | 0,39 / 100,00   | 0,12 | 0 / 24            | Estável | 0 / 140    | Estável |
|                         | Organização Comunista Marxista-Leninista Portuguesa | 46      | 0,02 / 100,00   | Novo | 0 / 24            | Novo    | 0 / 140    | Novo    |
| Votos inválidos         | Votos inválidos                                     | 9 742   | 4,72 / 100,00   | 1,22 |                   |         |            |         |
| Total                   | Total                                               | 206 142 | 100,00 / 100,00 |      | 24 / 24           |         | 140 / 140  | 5       |
| Eleitorado/Participação | Eleitorado/Participação                             | 303 940 | 67,82 / 100,00  | 0,65 |                   |         |            |         |

## Presidentes eleitos

### Região Autónoma dos Açores
| Concelho               | Partido | Partido                            | Presidente          | %    | Vereadores |
| ---------------------- | ------- | ---------------------------------- | ------------------- | ---- | ---------- |
| Angra do Heroísmo      |         | Partido Social Democrata           | Leopoldino Tavares  | 44,0 | 4 / 7      |
| Calheta                |         | Partido Social Democrata           | Luís Serpa          | 89,1 | 5 / 5      |
| Corvo                  |         | Partido Social Democrata           | José de Fraga       | 55,1 | 3 / 5      |
| Horta                  |         | Partido Social Democrata           | Herberto Dart       | 55,3 | 5 / 7      |
| Lagoa                  |         | Partido Social Democrata           | João Pedro          | 54,1 | 3 / 5      |
| Lajes das Flores       |         | Ação Social Democrata Independente | Albino Gomes        | 51,3 | 3 / 5      |
| Lajes do Pico          |         | Partido Social Democrata           | Manuel Dutra        | 49,5 | 3 / 5      |
| Madalena               |         | Partido Social Democrata           | Manuel Furtado      | 60,0 | 3 / 5      |
| Nordeste               |         | Partido Social Democrata           | Eduardo de Medeiros | 51,2 | 3 / 5      |
| Ponta Delgada          |         | Partido Social Democrata           | António Santos      | 49,6 | 4 / 7      |
| Povoação               |         | Partido Social Democrata           | Manuel Cardos       | 47,6 | 3 / 5      |
| Praia da Vitória       |         | Partido Social Democrata           | António Carmo       | 53,5 | 4 / 7      |
| Ribeira Grande         |         | Partido Social Democrata           | Artur Martins       | 51,0 | 4 / 7      |
| Santa Cruz da Graciosa |         | Partido Social Democrata           | Maria Pereira       | 60,6 | 3 / 5      |
| Santa Cruz das Flores  |         | Partido Social Democrata           | João de Sousa       | 56,6 | 3 / 5      |
| São Roque do Pico      |         | Partido Social Democrata           | António da Costa    | 54,3 | 3 / 5      |
| Velas                  |         | Partido Social Democrata           | António Maciel      | 64,5 | 4 / 5      |
| Vila do Porto          |         | Partido Socialista                 | José Chaves         | 46,1 | 3 / 5      |
| Vila Franca do Campo   |         | Partido Social Democrata           | António Melo        | 46,3 | 3 / 5      |

### Distrito de Aveiro
| Concelho            | Partido | Partido                                                                     | Presidente          | %    | Vereadores |
| ------------------- | ------- | --------------------------------------------------------------------------- | ------------------- | ---- | ---------- |
| Águeda              |         | Partido Social Democrata                                                    | Denis Padeiro       | 36,2 | 3 / 7      |
| Albergaria-a-Velha  |         | Partido Social Democrata                                                    | Fernando de Almeida | 37,3 | 3 / 7      |
| Anadia              |         | Partido Social Democrata                                                    | Sílvio Cerveira     | 52,5 | 5 / 7      |
| Arouca              |         | Partido Social Democrata                                                    | Joaquim de Almeida  | 51,9 | 4 / 7      |
| Aveiro              |         | Partido do Centro Democrático Social                                        | José Pereira        | 52,3 | 4 / 7      |
| Castelo de Paiva    |         | Partido Socialista                                                          | Antero Vieira       | 47,6 | 4 / 7      |
| Espinho             |         | Coligação Partido Socialista–União da Esquerda para a Democracia Socialista | Artur Bártolo       | 34,6 | 3 / 7      |
| Estarreja           |         | Partido Social Democrata                                                    | Maria Almeida Breu  | 42,2 | 3 / 7      |
| Ílhavo              |         | Partido Social Democrata                                                    | José Corujo         | 36,4 | 3 / 7      |
| Mealhada            |         | Partido Socialista                                                          | Manuel Santos       | 41,1 | 4 / 7      |
| Murtosa             |         | Partido Social Democrata                                                    | António Fonseca     | 66,4 | 4 / 5      |
| Oliveira de Azeméis |         | Partido Social Democrata                                                    | Bento Lopes         | 42,4 | 4 / 7      |
| Oliveira do Bairro  |         | Partido Social Democrata                                                    | Alípio Sol          | 51,0 | 4 / 7      |
| Ovar                |         | Partido Social Democrata                                                    | Fernando Rodrigues  | 40,7 | 3 / 7      |
| São João da Madeira |         | Aliança Democrática                                                         | José Pinho          | 62,2 | 5 / 7      |
| Sever do Vouga      |         | Partido Social Democrata                                                    | Custódio da Silva   | 58,0 | 4 / 5      |
| Vagos               |         | Partido Popular Monárquico                                                  | Alda Vitor          | 32,3 | 3 / 7      |
| Vale de Cambra      |         | Partido do Centro Democrático Social                                        | António Fonseca     | 48,5 | 4 / 7      |
| Vila da Feira       |         | Aliança Democrática                                                         | Joaquim Carvalho    | 46,0 | 5 / 9      |

### Distrito de Beja
| Concelho             | Partido | Partido            | Presidente          | %    | Vereadores |
| -------------------- | ------- | ------------------ | ------------------- | ---- | ---------- |
| Aljustrel            |         | Aliança Povo Unido | António Raposo      | 61,6 | 4 / 5      |
| Almodôvar            |         | Partido Socialista | António Saleiro     | 41,1 | 2 / 5      |
| Alvito               |         | Aliança Povo Unido | Armando Figueiredo  | 47,7 | 3 / 5      |
| Barrancos            |         | Aliança Povo Unido | António Guerra      | 63,1 | 3 / 5      |
| Beja                 |         | Aliança Povo Unido | José Marques        | 51,7 | 4 / 7      |
| Castro Verde         |         | Aliança Povo Unido | Fernando Caeiros    | 68,4 | 4 / 5      |
| Cuba                 |         | Aliança Povo Unido | António São Brás    | 62,8 | 4 / 5      |
| Ferreira do Alentejo |         | Aliança Povo Unido | José Guerreiro      | 52,6 | 3 / 5      |
| Mértola              |         | Aliança Povo Unido | Fernando Rosa       | 61,5 | 4 / 5      |
| Moura                |         | Aliança Povo Unido | Manuel Ângelo       | 53,8 | 5 / 7      |
| Odemira              |         | Aliança Povo Unido | Justino dos Santos  | 59,8 | 5 / 7      |
| Ourique              |         | Aliança Povo Unido | Francisco Rodrigues | 42,4 | 3 / 5      |
| Serpa                |         | Aliança Povo Unido | João Rocha          | 56,7 | 4 / 7      |
| Vidigueira           |         | Aliança Povo Unido | Carlos Goes         | 67,5 | 4 / 5      |

### Distrito de Braga
| Concelho               | Partido | Partido                              | Presidente          | %    | Vereadores |
| ---------------------- | ------- | ------------------------------------ | ------------------- | ---- | ---------- |
| Amares                 |         | Aliança Democrática                  | Tomé de Macedo      | 59,5 | 5 / 7      |
| Barcelos               |         | Partido Social Democrata             | João Casanova       | 49,2 | 5 / 9      |
| Braga                  |         | Partido Socialista                   | Mesquita Machado    | 52,3 | 5 / 9      |
| Cabeceiras de Basto    |         | Aliança Democrática                  |                     | 51,2 | 4 / 7      |
| Celorico de Basto      |         | Aliança Democrática                  | João de Almeida     | 62,8 | 5 / 7      |
| Esposende              |         | Partido do Centro Democrático Social | Alexandre Faria     | 42,1 | 4 / 7      |
| Fafe                   |         | Partido Socialista                   | Parcídio Soares     | 52,6 | 4 / 7      |
| Guimarães              |         | Partido Socialista                   | Manuel Ferreira     | 42,7 | 4 / 9      |
| Póvoa de Lanhoso       |         | Partido Social Democrata             | José Portela        | 48,8 | 4 / 7      |
| Terras de Bouro        |         | Aliança Democrática                  | José de Araújo      | 72,6 | 4 / 5      |
| Vieira do Minho        |         | Aliança Democrática                  | João de Costa       | 55,1 | 5 / 7      |
| Vila Nova de Famalicão |         | Partido Socialista                   | Agostinho Fernandes | 41,7 | 4 / 9      |
| Vila Verde             |         | Aliança Democrática                  | António Cerqueira   | 63,6 | 5 / 7      |

### Distrito de Bragança
| Concelho                 | Partido | Partido                              | Presidente            | %    | Vereadores |
| ------------------------ | ------- | ------------------------------------ | --------------------- | ---- | ---------- |
| Alfândega da Fé          |         | Partido Social Democrata             | António Rodrigues     | 45,8 | 3 / 5      |
| Bragança                 |         | Partido do Centro Democrático Social | José Pinheiro         | 44,6 | 4 / 7      |
| Carrazeda de Ansiães     |         | Aliança Democrática                  | Mário de Abreu e Lima | 71,7 | 4 / 5      |
| Freixo de Espada à Cinta |         | Aliança Democrática                  | Manuel Silva          | 47,9 | 3 / 5      |
| Macedo de Cavaleiros     |         | Partido Social Democrata             | António Ferreira      | 48,4 | 4 / 7      |
| Miranda do Douro         |         | Partido Socialista                   | Júlio Santana         | 47,3 | 3 / 5      |
| Mirandela                |         | Partido Social Democrata             | Marcelo Lago          | 40,7 | 4 / 7      |
| Mogadouro                |         | Partido Social Democrata             | António Costa         | 49,2 | 4 / 7      |
| Torre de Moncorvo        |         | Aliança Democrática                  |                       | 45,3 | 4 / 7      |
| Vila Flor                |         | Partido Social Democrata             | Alfredo Ramalho       | 47,0 | 3 / 5      |
| Vimioso                  |         | Partido Socialista                   | Luís Mina             | 37,1 | 2 / 5      |
| Vinhais                  |         | Partido do Centro Democrático Social | Humberto Alves        | 57,8 | 5 / 7      |

### Distrito de Castelo Branco
| Concelho            | Partido | Partido                              | Presidente             | %    | Vereadores |
| ------------------- | ------- | ------------------------------------ | ---------------------- | ---- | ---------- |
| Belmonte            |         | Aliança Democrática                  | Victor Afonso          | 39,1 | 2 / 5      |
| Castelo Branco      |         | Aliança Democrática                  | César Vila Franca      | 56,2 | 4 / 7      |
| Covilhã             |         | Partido Socialista                   | Augusto Teixeira       | 43,9 | 4 / 7      |
| Fundão              |         | Aliança Democrática                  | Joaquim Castelo Branco | 42,0 | 4 / 7      |
| Idanha-a-Nova       |         | Partido Socialista                   | Joaquim Dias           | 60,1 | 5 / 7      |
| Oleiros             |         | Partido Social Democrata             | Fernando Luís          | 63,9 | 4 / 5      |
| Penamacor           |         | Partido Socialista                   | Francisco Ribeiro      | 45,8 | 3 / 5      |
| Proença-a-Nova      |         | Partido do Centro Democrático Social | António Sousa          | 62,8 | 4 / 5      |
| Sertã               |         | Partido Social Democrata             | Ângelo Farinha         | 46,0 | 4 / 7      |
| Vila de Rei         |         | Aliança Democrática                  | José da Silva          | 75,7 | 5 / 5      |
| Vila Velha de Ródão |         | Partido Socialista                   | José Martins           | 47,5 | 3 / 5      |

### Distrito de Coimbra
| Concelho             | Partido | Partido                  | Presidente         | %    | Vereadores |
| -------------------- | ------- | ------------------------ | ------------------ | ---- | ---------- |
| Arganil              |         | Aliança Democrática      | José Coimbra       | 61,8 | 5 / 7      |
| Cantanhede           |         | Partido Social Democrata | Albano de Sousa    | 41,3 | 4 / 7      |
| Coimbra              |         | Partido Socialista       | Fernando Silva     | 46,5 | 6 / 11     |
| Condeixa-a-Nova      |         | Partido Socialista       | Armando Tavares    | 42,3 | 3 / 7      |
| Figueira da Foz      |         | Partido Socialista       | Manuel de Carvalho | 49,9 | 4 / 7      |
| Góis                 |         | Partido Socialista       | Augusto Pereira    | 42,7 | 3 / 5      |
| Lousã                |         | Partido Socialista       | Horácio Antunes    | 50,4 | 3 / 5      |
| Mira                 |         | Partido Social Democrata | João Cupido        | 40,2 | 2 / 5      |
| Miranda do Corvo     |         | Aliança Democrática      | Jaime Ramos        | 53,0 | 3 / 5      |
| Montemor-o-Velho     |         | Partido Socialista       | João Correia       | 59,5 | 5 / 7      |
| Oliveira do Hospital |         | Aliança Democrática      | António Saraiva    | 61,4 | 5 / 7      |
| Pampilhosa da Serra  |         | Partido Social Democrata | José de Almeida    | 55,8 | 4 / 5      |
| Penacova             |         | Partido Socialista       | Artur Coimbra      | 37,5 | 3 / 7      |
| Penela               |         | Partido Social Democrata | Fernando Antunes   | 58,8 | 3 / 5      |
| Soure                |         | Partido Socialista       | Manuel Cordeiro    | 65,1 | 6 / 7      |
| Tábua                |         | Partido Social Democrata | José Martins       | 47,4 | 4 / 7      |
| Vila Nova de Poiares |         | Partido Social Democrata | Jaime Marta Soares | 61,2 | 3 / 5      |

### Distrito de Évora
| Concelho              | Partido | Partido            | Presidente              | %    | Vereadores |
| --------------------- | ------- | ------------------ | ----------------------- | ---- | ---------- |
| Alandroal             |         | Aliança Povo Unido | Inácio Melrinho         | 64,7 | 4 / 5      |
| Arraiolos             |         | Aliança Povo Unido | Joaquim Miguel          | 67,4 | 4 / 5      |
| Borba                 |         | Aliança Povo Unido | Sérgio Alpalhão         | 57,3 | 3 / 5      |
| Estremoz              |         | Aliança Povo Unido | José Guerreiro          | 45,4 | 4 / 7      |
| Évora                 |         | Aliança Povo Unido | Abílio Fernandes        | 54,3 | 4 / 7      |
| Montemor-o-Novo       |         | Aliança Povo Unido | Fernando da Cruz        | 62,8 | 5 / 7      |
| Mora                  |         | Aliança Povo Unido | João Saraiva            | 59,9 | 3 / 5      |
| Mourão                |         | Aliança Povo Unido | Alexandre de Barros     | 35,1 | 2 / 5      |
| Portel                |         | Aliança Povo Unido | Maria da Silva Oliveira | 66,9 | 4 / 5      |
| Redondo               |         | Aliança Povo Unido | Alfredo Barroso         | 48,9 | 3 / 5      |
| Reguengos de Monsaraz |         | Partido Socialista | Victor Martelo          | 51,2 | 3 / 5      |
| Vendas Novas          |         | Aliança Povo Unido | João Ribeiro            | 51,5 | 3 / 5      |
| Viana do Alentejo     |         | Aliança Povo Unido |                         | 61,0 | 4 / 5      |
| Vila Viçosa           |         | Aliança Povo Unido |                         | 56,1 | 3 / 5      |

### Distrito de Faro
| Concelho                   | Partido | Partido                  | Presidente        | %    | Vereadores |
| -------------------------- | ------- | ------------------------ | ----------------- | ---- | ---------- |
| Albufeira                  |         | Partido Socialista       | Xavier Xufre      | 41,2 | 3 / 7      |
| Alcoutim                   |         | Partido Socialista       | Manuel Afonso     | 52,1 | 3 / 5      |
| Aljezur                    |         | Partido Socialista       | João da Silva     | 52,7 | 3 / 5      |
| Castro Marim               |         | Partido Socialista       | José Anacleto     | 57,9 | 4 / 5      |
| Faro                       |         | Aliança Democrática      | Manuel da Silva   | 37,3 | 3 / 7      |
| Lagoa                      |         | Partido Socialista       | Abel Santos       | 46,3 | 4 / 7      |
| Lagos                      |         | Partido Socialista       | José Batista      | 44,1 | 4 / 7      |
| Loulé                      |         | Partido Social Democrata | José Bota         | 43,8 | 4 / 7      |
| Monchique                  |         | Partido Socialista       | Carlos Tuta       | 44,7 | 3 / 5      |
| Olhão                      |         | Partido Socialista       | João Bonança      | 37,7 | 3 / 7      |
| Portimão                   |         | Partido Socialista       | Martim Gracias    | 55,3 | 4 / 7      |
| São Brás de Alportel       |         | Partido Social Democrata | António Bica      | 39,7 | 2 / 5      |
| Silves                     |         | Partido Socialista       | José Viseu        | 37,8 | 3 / 7      |
| Tavira                     |         | Partido Socialista       | Joaquim Anastácio | 48,8 | 4 / 7      |
| Vila do Bispo              |         | Aliança Povo Unido       | José Spinola      | 45,2 | 3 / 5      |
| Vila Real de Santo António |         | Aliança Povo Unido       | Alfredo Graça     | 46,5 | 4 / 7      |

### Distrito da Guarda
| Concelho                    | Partido | Partido                              | Presidente              | %    | Vereadores |
| --------------------------- | ------- | ------------------------------------ | ----------------------- | ---- | ---------- |
| Aguiar da Beira             |         | Partido do Centro Democrático Social | Joaquim de Lacerda      | 60,0 | 4 / 5      |
| Almeida                     |         | Aliança Democrática                  | António de Sousa Júnior | 72,9 | 4 / 5      |
| Celorico da Beira           |         | Partido Social Democrata             | Carlos de Almeida       | 39,2 | 2 / 5      |
| Figueira de Castelo Rodrigo |         | Partido Social Democrata             | Fernando Martins        | 39,1 | 2 / 5      |
| Fornos de Algodres          |         | Partido Social Democrata             | Francisco Menano        | 55,9 | 4 / 5      |
| Gouveia                     |         | Partido Socialista                   | António Pacheco         | 40,8 | 3 / 7      |
| Guarda                      |         | Partido Socialista                   | Abílio Curto            | 57,3 | 5 / 7      |
| Manteigas                   |         | Partido Socialista                   | Albano Leitão           | 47,5 | 3 / 5      |
| Mêda                        |         | Partido do Centro Democrático Social | Antero Sobral           | 38,6 | 2 / 5      |
| Pinhel                      |         | Partido do Centro Democrático Social | Alfeu de Campos         | 39,6 | 3 / 7      |
| Sabugal                     |         | Partido Social Democrata             | Jeremias Dias           | 39,1 | 3 / 7      |
| Seia                        |         | Partido Socialista                   | Jorge Correia           | 56,4 | 5 / 7      |
| Trancoso                    |         | Partido Social Democrata             | António Batista         | 44,1 | 3 / 7      |
| Vila Nova de Foz Coa        |         | Partido Social Democrata             | Celestino Carneiro      | 37,2 | 2 / 5      |

### Distrito de Leiria
| Concelho            | Partido | Partido                              | Presidente           | %    | Vereadores |
| ------------------- | ------- | ------------------------------------ | -------------------- | ---- | ---------- |
| Alcobaça            |         | Aliança Democrática                  | Joaquim Coelho       | 49,0 | 4 / 7      |
| Alvaiázere          |         | Partido do Centro Democrático Social | Filipe dos Santos    | 59,9 | 3 / 5      |
| Ansião              |         | Aliança Democrática                  | Manuel Marques       | 69,0 | 6 / 7      |
| Batalha             |         | Partido Social Democrata             | Francisco Coutinho   | 52,8 | 3 / 5      |
| Bombarral           |         | Partido do Centro Democrático Social | José Guilherme       | 43,7 | 4 / 7      |
| Caldas da Rainha    |         | Partido do Centro Democrático Social |                      | 36,2 | 3 / 7      |
| Castanheira de Pera |         | Partido Socialista                   | Júlio Rodrigues      | 64,3 | 4 / 5      |
| Figueiró dos Vinhos |         | Partido Social Democrata             | José de Abreu        | 58,2 | 4 / 5      |
| Leiria              |         | Partido do Centro Democrático Social | Afonso Proença       | 37,2 | 4 / 9      |
| Marinha Grande      |         | Aliança Povo Unido                   | Emílio Rato          | 47,9 | 4 / 7      |
| Nazaré              |         | Partido Socialista                   | Luís Monterroso      | 47,1 | 4 / 7      |
| Óbidos              |         | Partido Socialista                   | José Júnior          | 52,7 | 3 / 5      |
| Pedrógão Grande     |         | Partido Social Democrata             | Manuel Coelho        | 56,9 | 3 / 5      |
| Peniche             |         | Partido Socialista                   | José Antunes         | 36,1 | 3 / 7      |
| Pombal              |         | Partido Socialista                   | Guilherme dos Santos | 36,0 | 3 / 7      |
| Porto de Mós        |         | Aliança Democrática                  | Artur da Trindade    | 61,1 | 5 / 7      |

### Distrito de Lisboa
| Concelho               | Partido | Partido                  | Presidente             | %    | Vereadores |
| ---------------------- | ------- | ------------------------ | ---------------------- | ---- | ---------- |
| Alenquer               |         | Partido Socialista       | Álvaro Pedro           | 52,2 | 4 / 7      |
| Amadora                |         | Aliança Povo Unido       | Orlando de Almeida     | 41,0 | 5 / 11     |
| Arruda dos Vinhos      |         | Partido Socialista       | Jorge Oliveira         | 51,5 | 3 / 5      |
| Azambuja               |         | Aliança Povo Unido       | António Rodrigues      | 38,2 | 3 / 7      |
| Cadaval                |         | Aliança Democrática      | João Correia           | 47,9 | 4 / 7      |
| Cascais                |         | Partido Social Democrata | Helena Roseta          | 29,8 | 4 / 11     |
| Lisboa                 |         | Aliança Democrática      | Nuno Krus Abecasis     | 41,3 | 7 / 17     |
| Loures                 |         | Aliança Povo Unido       | Severiano Falcão       | 44,3 | 5 / 11     |
| Lourinhã               |         | Partido Socialista       | José Máximo da Costa   | 50,4 | 4 / 7      |
| Mafra                  |         | Aliança Democrática      | Joaquim do Vale Morais | 42,9 | 3 / 7      |
| Oeiras                 |         | Aliança Democrática      | João Ramos             | 39,8 | 5 / 11     |
| Sintra                 |         | Aliança Democrática      | Fernando de Carvalho   | 32,9 | 4 / 11     |
| Sobral de Monte Agraço |         | Aliança Povo Unido       | António Bogalho        | 54,7 | 3 / 5      |
| Torres Vedras          |         | Partido Socialista       | Alberto Avelino        | 44,3 | 4 / 7      |
| Vila Franca de Xira    |         | Aliança Povo Unido       | Daniel Branco          | 44,9 | 4 / 9      |

### Região Autónoma da Madeira
| Concelho        | Partido | Partido                  | Presidente         | %    | Vereadores |
| --------------- | ------- | ------------------------ | ------------------ | ---- | ---------- |
| Calheta         |         | Partido Social Democrata | Manuel Leça        | 65,6 | 4 / 5      |
| Câmara de Lobos |         | Partido Social Democrata | Arlindo Melim      | 72,4 | 6 / 7      |
| Funchal         |         | Partido Social Democrata | João Sá Fernandes  | 46,5 | 5 / 9      |
| Machico         |         | Partido Social Democrata | Jorge Gomes        | 54,2 | 4 / 7      |
| Ponta do Sol    |         | Partido Social Democrata | José Pita          | 70,7 | 4 / 5      |
| Porto Moniz     |         | Partido Social Democrata | Orlando Fernandes  | 52,3 | 3 / 5      |
| Porto Santo     |         | Partido Social Democrata | Jorge Nogueira     | 52,0 | 3 / 5      |
| Ribeira Brava   |         | Partido Social Democrata | Luís Mendes        | 76,3 | 5 / 5      |
| Santa Cruz      |         | Partido Social Democrata | Luís Rodrigues     | 63,6 | 6 / 7      |
| Santana         |         | Partido Social Democrata | Nicolau de Freitas | 75,1 | 5 / 5      |
| São Vicente     |         | Partido Social Democrata | Gabriel Esmeraldo  | 56,0 | 4 / 5      |

### Distrito de Portalegre
| Concelho        | Partido | Partido                  | Presidente         | %    | Vereadores |
| --------------- | ------- | ------------------------ | ------------------ | ---- | ---------- |
| Alter do Chão   |         | Partido Socialista       | João Pista         | 33,4 | 2 / 5      |
| Arronches       |         | Partido Socialista       | Miguel Lagarto     | 56,4 | 3 / 5      |
| Avis            |         | Aliança Povo Unido       | António Bartolomeu | 62,0 | 3 / 5      |
| Campo Maior     |         | Partido Socialista       | Rui Nabeiro        | 53,3 | 3 / 5      |
| Castelo de Vide |         | Partido Socialista       | Carolino Tapadejo  | 65,2 | 4 / 5      |
| Crato           |         | Partido Socialista       | António Leitão     | 49,1 | 3 / 5      |
| Elvas           |         | Aliança Povo Unido       | Aníbal Franco      | 30,5 | 2 / 7      |
| Fronteira       |         | Partido Socialista       | João Semedo        | 57,7 | 3 / 5      |
| Gavião          |         | Partido Socialista       | Jaime Estorninho   | 54,3 | 3 / 5      |
| Marvão          |         | Partido Socialista       | Manuel da Paz      | 49,2 | 3 / 5      |
| Monforte        |         | Partido Socialista       | António Carea      | 48,3 | 3 / 5      |
| Nisa            |         | Aliança Povo Unido       | José Basso         | 36,0 | 2 / 5      |
| Ponte de Sor    |         | Aliança Povo Unido       | José Amante        | 59,8 | 5 / 7      |
| Portalegre      |         | Partido Socialista       | Rui Simplício      | 44,9 | 3 / 7      |
| Sousel          |         | Partido Social Democrata | Artur Pereira      | 52,7 | 3 / 5      |

### Distrito do Porto
| Concelho           | Partido | Partido                              | Presidente              | %    | Vereadores |
| ------------------ | ------- | ------------------------------------ | ----------------------- | ---- | ---------- |
| Amarante           |         | Partido Social Democrata             | Joaquim Teixeira        | 41,4 | 4 / 7      |
| Baião              |         | Partido Socialista                   | Artur Borges            | 55,6 | 4 / 7      |
| Felgueiras         |         | Partido Socialista                   | José de Matos           | 58,0 | 5 / 7      |
| Gondomar           |         | Partido Socialista                   | Manuel Neves            | 38,3 | 4 / 9      |
| Lousada            |         | Aliança Democrática                  | Amílcar Neto            | 47,6 | 4 / 7      |
| Maia               |         | Aliança Democrática                  | José Vieira de Carvalho | 44,3 | 4 / 9      |
| Marco de Canaveses |         | Partido do Centro Democrático Social | Avelino Ferreira Torres | 30,6 | 3 / 7      |
| Matosinhos         |         | Partido Socialista                   | Narciso Miranda         | 54,2 | 6 / 9      |
| Paços de Ferreira  |         | Partido Social Democrata             | Fernando de Vasconcelos | 48,1 | 4 / 7      |
| Paredes            |         | Partido do Centro Democrático Social | Jorge Malheiro          | 44,0 | 4 / 7      |
| Penafiel           |         | Partido Socialista                   | António do Fundo        | 43,5 | 4 / 7      |
| Porto              |         | Aliança Democrática                  | Paulo Vallada           | 42,6 | 6 / 13     |
| Póvoa de Varzim    |         | Partido do Centro Democrático Social | Manuel da Silva         | 36,0 | 3 / 7      |
| Santo Tirso        |         | Partido Socialista                   | Joaquim Couto           | 43,3 | 5 / 9      |
| Valongo            |         | Partido Socialista                   | João Dias               | 42,4 | 4 / 7      |
| Vila do Conde      |         | Partido Socialista                   | Mário de Almeida        | 54,1 | 5 / 7      |
| Vila Nova de Gaia  |         | Partido Socialista                   | António da Fonseca      | 42,3 | 5 / 11     |

### Distrito de Santarém
| Concelho               | Partido | Partido                              | Presidente        | %    | Vereadores |
| ---------------------- | ------- | ------------------------------------ | ----------------- | ---- | ---------- |
| Abrantes               |         | Partido Socialista                   | José de Jesus     | 42,9 | 4 / 7      |
| Alcanena               |         | Partido Socialista                   | Joaquim Henriques | 44,9 | 3 / 7      |
| Almeirim               |         | Partido Socialista                   | Alfredo Calado    | 51,8 | 4 / 7      |
| Alpiarça               |         | Aliança Povo Unido                   | Armindo Pinhão    | 63,8 | 4 / 5      |
| Benavente              |         | Aliança Povo Unido                   | António Ganhão    | 62,9 | 5 / 7      |
| Cartaxo                |         | Partido Socialista                   | Renato Campos     | 59,0 | 5 / 7      |
| Chamusca               |         | Aliança Povo Unido                   | Sérgio Carrinho   | 59,2 | 5 / 7      |
| Constância             |         | Partido Social Democrata             | Fernando da Silva | 41,4 | 2 / 5      |
| Coruche                |         | Aliança Povo Unido                   | Carlos Gomes      | 58,1 | 5 / 7      |
| Entroncamento          |         | Partido Socialista                   | Manuel Vieira     | 43,7 | 2 / 5      |
| Ferreira do Zêzere     |         | Aliança Democrática                  | António Antunes   | 64,3 | 4 / 5      |
| Golegã                 |         | Partido Socialista                   | José Godinho      | 52,0 | 3 / 5      |
| Mação                  |         | Aliança Democrática                  |                   | 64,7 | 5 / 7      |
| Ourém                  |         | Partido do Centro Democrático Social | António Teixeira  | 40,8 | 3 / 7      |
| Rio Maior              |         | Aliança Democrática                  | Joaquim de Deus   | 50,4 | 4 / 7      |
| Salvaterra de Magos    |         | Partido Socialista                   |                   | 43,7 | 3 / 7      |
| Santarém               |         | Partido Socialista                   | Ladislau Botas    | 49,1 | 4 / 7      |
| Sardoal                |         | Partido Socialista                   | Maria Chambel     | 63,4 | 4 / 5      |
| Tomar                  |         | Aliança Democrática                  | Amândio Murta     | 50,8 | 4 / 7      |
| Torres Novas           |         | Aliança Democrática                  | Casimiro Pereira  | 40,4 | 3 / 7      |
| Vila Nova da Barquinha |         | Partido Socialista                   | Rui Picciochi     | 42,2 | 3 / 5      |

### Distrito de Setúbal
| Concelho          | Partido | Partido            | Presidente           | %    | Vereadores |
| ----------------- | ------- | ------------------ | -------------------- | ---- | ---------- |
| Alcácer do Sal    |         | Aliança Povo Unido | Arlindo de Passos    | 57,9 | 5 / 7      |
| Alcochete         |         | Aliança Povo Unido | Miguel Boieiro       | 49,7 | 3 / 5      |
| Almada            |         | Aliança Povo Unido | José Vieira          | 49,0 | 6 / 11     |
| Barreiro          |         | Aliança Povo Unido | Hélder Madeira       | 60,4 | 6 / 9      |
| Grândola          |         | Aliança Povo Unido | António Mendes       | 63,0 | 5 / 7      |
| Moita             |         | Aliança Povo Unido | José Apolónia        | 65,4 | 6 / 7      |
| Montijo           |         | Aliança Povo Unido | Joaquim Pinto        | 44,6 | 4 / 7      |
| Palmela           |         | Aliança Povo Unido | António da Costa     | 57,2 | 5 / 7      |
| Santiago do Cacém |         | Aliança Povo Unido | Sérgio Martins       | 54,7 | 5 / 7      |
| Seixal            |         | Aliança Povo Unido | Eufrázio José        | 58,7 | 6 / 9      |
| Sesimbra          |         | Aliança Povo Unido | Ezequiel Lino        | 56,7 | 5 / 7      |
| Setúbal           |         | Aliança Povo Unido | Francisco Lobo       | 43,2 | 5 / 9      |
| Sines             |         | Aliança Povo Unido | Francisco do Pacheco | 61,6 | 3 / 5      |

### Distrito de Viana do Castelo
| Concelho              | Partido | Partido                              | Presidente          | %    | Vereadores |
| --------------------- | ------- | ------------------------------------ | ------------------- | ---- | ---------- |
| Arcos de Valdevez     |         | Partido Social Democrata             | Américo de Sequeira | 40,8 | 3 / 7      |
| Caminha               |         | Partido Socialista                   | José Guerreiro      | 55,2 | 5 / 7      |
| Melgaço               |         | Partido Socialista                   | António Solheiro    | 55,4 | 4 / 7      |
| Monção                |         | Partido do Centro Democrático Social | Daniel Domingues    | 43,5 | 4 / 7      |
| Paredes de Coura      |         | Partido Socialista                   |                     | 52,8 | 3 / 5      |
| Ponte da Barca        |         | Aliança Democrática                  | Gastão Guimarães    | 57,9 | 3 / 5      |
| Ponte de Lima         |         | Aliança Democrática                  | João de Lima        | 64,4 | 5 / 7      |
| Valença               |         | Partido Social Democrata             |                     | 29,4 | 2 / 7      |
| Viana do Castelo      |         | Aliança Democrática                  | Henrique da Mata    | 44,4 | 4 / 9      |
| Vila Nova de Cerveira |         | Aliança Democrática                  | Germano Cantinho    | 53,2 | 3 / 5      |

### Distrito de Vila Real
| Concelho                 | Partido | Partido                              | Presidente        | %    | Vereadores |
| ------------------------ | ------- | ------------------------------------ | ----------------- | ---- | ---------- |
| Alijó                    |         | Aliança Democrática                  | Aníbal Ferreira   | 56,0 | 4 / 7      |
| Boticas                  |         | Partido Social Democrata             | José de Sousa     | 55,8 | 3 / 5      |
| Chaves                   |         | Partido Social Democrata             | Manuel Teixeira   | 53,2 | 4 / 7      |
| Mesão Frio               |         | Partido Social Democrata             | António da Silva  | 61,2 | 4 / 5      |
| Mondim de Basto          |         | Partido do Centro Democrático Social | Fernando de Moura | 39,0 | 3 / 5      |
| Montalegre               |         | Partido Social Democrata             | José de Moura     | 49,3 | 4 / 7      |
| Murça                    |         | Partido Social Democrata             | Belmiro Vilela    | 42,5 | 3 / 5      |
| Peso da Régua            |         | Partido Socialista                   | António Aguiar    | 52,5 | 4 / 7      |
| Ribeira de Pena          |         | Aliança Democrática                  | João Pereira      | 63,6 | 4 / 5      |
| Sabrosa                  |         | Aliança Democrática                  | José Araújo       | 62,5 | 4 / 5      |
| Santa Marta de Penaguião |         | Aliança Democrática                  | Manuel Dias       | 46,1 | 3 / 5      |
| Valpaços                 |         | Partido Social Democrata             | Mário Parente     | 43,0 | 3 / 7      |
| Vila Pouca de Aguiar     |         | Aliança Democrática                  | António Gil       | 59,0 | 5 / 7      |
| Vila Real                |         | Aliança Democrática                  | Armando Moreira   | 52,3 | 5 / 7      |

### Distrito de Viseu
| Concelho              | Partido | Partido                              | Presidente             | %    | Vereadores |
| --------------------- | ------- | ------------------------------------ | ---------------------- | ---- | ---------- |
| Armamar               |         | Partido do Centro Democrático Social | Fernando de Azevedo    | 44,0 | 3 / 5      |
| Carregal do Sal       |         | Partido Social Democrata             | Artur da Silva         | 56,0 | 3 / 5      |
| Castro Daire          |         | Partido Social Democrata             | César Santos           | 61,6 | 5 / 7      |
| Cinfães               |         | Partido Socialista                   | Américo Gonçalves      | 40,6 | 3 / 7      |
| Lamego                |         | Partido Social Democrata             | António Ferreira       | 35,9 | 3 / 7      |
| Mangualde             |         | Partido Socialista                   | Mário Lopes            | 45,4 | 4 / 7      |
| Moimenta da Beira     |         | Partido Social Democrata             | Manuel Pinto           | 39,0 | 3 / 5      |
| Mortágua              |         | Partido Social Democrata             | Bráulio de Sousa       | 56,0 | 3 / 5      |
| Nelas                 |         | Partido Socialista                   | José Vaz               | 46,2 | 4 / 7      |
| Oliveira de Frades    |         | Partido Social Democrata             | Manuel Silva e Almeida | 64,7 | 4 / 5      |
| Penalva do Castelo    |         | Partido do Centro Democrático Social | Gabriel Costa          | 44,0 | 3 / 5      |
| Penedono              |         | Aliança Democrática                  | António Gonçalves      | 63,2 | 4 / 5      |
| Resende               |         | Partido Social Democrata             | Albino de Matos        | 64,5 | 5 / 7      |
| Santa Comba Dão       |         | Aliança Democrática                  | José dos Santos        | 54,4 | 3 / 5      |
| São João da Pesqueira |         | Partido do Centro Democrático Social | João Costa             | 48,8 | 3 / 5      |
| São Pedro do Sul      |         | Partido Social Democrata             | Manuel Martins         | 44,4 | 4 / 7      |
| Sátão                 |         | Partido do Centro Democrático Social | Luís Cabral            | 44,6 | 3 / 5      |
| Sernancelhe           |         | Partido do Centro Democrático Social | Franclim Silva         | 64,2 | 4 / 5      |
| Tabuaço               |         | Partido do Centro Democrático Social | Boaventura de Tícitas  | 53,6 | 3 / 5      |
| Tarouca               |         | Aliança Democrática                  | Deodato Pais           | 62,0 | 4 / 5      |
| Tondela               |         | Partido do Centro Democrático Social | António da Cruz        | 38,5 | 3 / 7      |
| Vila Nova de Paiva    |         | Partido do Centro Democrático Social | Avantino Beleza        | 34,6 | 2 / 5      |
| Viseu                 |         | Partido Social Democrata             | António Vidal          | 35,8 | 4 / 9      |
| Vouzela               |         | Partido Social Democrata             | Augusto Guimarães      | 36,3 | 2 / 5      |

| Eleições autárquicas portuguesas de 1982 Distritos: Aveiro \| Beja \| Braga \| Bragança \| Castelo Branco \| Coimbra \| Évora \| Faro \| Guarda \| Leiria \| Lisboa \| Portalegre \| Porto \| Santarém \| Setúbal \| Viana do Castelo \| Vila Real \| Viseu \| Açores \| Madeira |

## Câmaras que mudaram de Partido
| Concelho                     | 1979-1982                  | 1979-1982                            | 1982-1985                  | 1982-1985                                                                   |
| Concelho                     | Partido                    | Partido                              | Partido                    | Partido                                                                     |
| Região Autónoma dos Açores   | Região Autónoma dos Açores | Região Autónoma dos Açores           | Região Autónoma dos Açores | Região Autónoma dos Açores                                                  |
| ---------------------------- | -------------------------- | ------------------------------------ | -------------------------- | --------------------------------------------------------------------------- |
| Lajes das Flores             |                            | Partido Socialista                   |                            | Ação Social Democrata Independente                                          |
| Vila do Porto                |                            | Partido Social Democrata             |                            | Partido Socialista                                                          |
| Distrito de Aveiro           |                            |                                      |                            |                                                                             |
| Castelo de Paiva             |                            | Partido Social Democrata             |                            | Partido Socialista                                                          |
| Espinho                      |                            | Aliança Democrática                  |                            | Coligação Partido Socialista–União da Esquerda para a Democracia Socialista |
| Mealhada                     |                            | Aliança Democrática                  |                            | Partido Socialista                                                          |
| Vagos                        |                            | Partido do Centro Democrático Social |                            | Partido Popular Monárquico                                                  |
| Vale de Cambra               |                            | Partido Social Democrata             |                            | Partido do Centro Democrático Social                                        |
| Vila da Feira                |                            | Partido Social Democrata             |                            | Aliança Democrática                                                         |
| Distrito de Beja             |                            |                                      |                            |                                                                             |
| Ourique                      |                            | Partido Social Democrata             |                            | Aliança Povo Unido                                                          |
| Distrito de Braga            |                            |                                      |                            |                                                                             |
| Amares                       |                            | Partido do Centro Democrático Social |                            | Aliança Democrática                                                         |
| Celorico de Basto            |                            | Partido do Centro Democrático Social |                            | Aliança Democrática                                                         |
| Guimarães                    |                            | Aliança Democrática                  |                            | Partido Socialista                                                          |
| Terras de Bouro              |                            | Partido Social Democrata             |                            | Aliança Democrática                                                         |
| Vieira do Minho              |                            | Partido Social Democrata             |                            | Aliança Democrática                                                         |
| Vila Nova de Famalicão       |                            | Aliança Democrática                  |                            | Partido Socialista                                                          |
| Vila Verde                   |                            | Partido do Centro Democrático Social |                            | Aliança Democrática                                                         |
| Distrito de Bragança         |                            |                                      |                            |                                                                             |
| Bragança                     |                            | Partido Social Democrata             |                            | Partido do Centro Democrático Social                                        |
| Carrazeda de Ansiães         |                            | Partido do Centro Democrático Social |                            | Aliança Democrática                                                         |
| Freixo de Espada à Cinta     |                            | Partido Social Democrata             |                            | Aliança Democrática                                                         |
| Torre de Moncorvo            |                            | Partido Social Democrata             |                            | Aliança Democrática                                                         |
| Vimioso                      |                            | Partido Social Democrata             |                            | Partido Socialista                                                          |
| Distrito de Castelo Branco   |                            |                                      |                            |                                                                             |
| Oleiros                      |                            | Aliança Democrática                  |                            | Partido Social Democrata                                                    |
| Penamacor                    |                            | Aliança Democrática                  |                            | Partido Socialista                                                          |
| Proença-a-Nova               |                            | Aliança Democrática                  |                            | Partido do Centro Democrático Social                                        |
| Sertã                        |                            | Aliança Democrática                  |                            | Partido Social Democrata                                                    |
| Distrito de Coimbra          |                            |                                      |                            |                                                                             |
| Coimbra                      |                            | Aliança Democrática                  |                            | Partido Socialista                                                          |
| Góis                         |                            | Partido Social Democrata             |                            | Partido Socialista                                                          |
| Lousã                        |                            | Partido Social Democrata             |                            | Partido Socialista                                                          |
| Penacova                     |                            | Partido Social Democrata             |                            | Partido Socialista                                                          |
| Distrito de Évora            |                            |                                      |                            |                                                                             |
| Mourão                       |                            | Partido Social Democrata             |                            | Aliança Povo Unido                                                          |
| Distrito de Faro             |                            |                                      |                            |                                                                             |
| Albufeira                    |                            | Aliança Democrática                  |                            | Partido Socialista                                                          |
| Monchique                    |                            | Aliança Democrática                  |                            | Partido Socialista                                                          |
| São Brás de Alportel         |                            | Partido Socialista                   |                            | Partido Social Democrata                                                    |
| Vila do Bispo                |                            | Partido Socialista                   |                            | Aliança Povo Unido                                                          |
| Distrito da Guarda           |                            |                                      |                            |                                                                             |
| Aguiar da Beira              |                            | Aliança Democrática                  |                            | Partido do Centro Democrático Social                                        |
| Almeida                      |                            | Partido do Centro Democrático Social |                            | Aliança Democrática                                                         |
| Celorico da Beira            |                            | Aliança Democrática                  |                            | Partido Social Democrata                                                    |
| Fornos de Algodres           |                            | Aliança Democrática                  |                            | Partido Social Democrata                                                    |
| Manteigas                    |                            | Aliança Democrática                  |                            | Partido Socialista                                                          |
| Mêda                         |                            | Aliança Democrática                  |                            | Partido do Centro Democrático Social                                        |
| Pinhel                       |                            | Aliança Democrática                  |                            | Partido do Centro Democrático Social                                        |
| Trancoso                     |                            | Aliança Democrática                  |                            | Partido Social Democrata                                                    |
| Vila Nova de Foz Coa         |                            | Aliança Democrática                  |                            | Partido Social Democrata                                                    |
| Distrito de Leiria           |                            |                                      |                            |                                                                             |
| Alvaiázere                   |                            | Aliança Democrática                  |                            | Partido do Centro Democrático Social                                        |
| Bombarral                    |                            | Aliança Democrática                  |                            | Partido do Centro Democrático Social                                        |
| Caldas da Rainha             |                            | Partido Social Democrata             |                            | Partido do Centro Democrático Social                                        |
| Leiria                       |                            | Partido Social Democrata             |                            | Partido do Centro Democrático Social                                        |
| Peniche                      |                            | Partido Social Democrata             |                            | Partido Socialista                                                          |
| Pombal                       |                            | Partido Social Democrata             |                            | Partido Socialista                                                          |
| Porto de Mós                 |                            | Partido Social Democrata             |                            | Aliança Democrática                                                         |
| Distrito de Lisboa           |                            |                                      |                            |                                                                             |
| Cadaval                      |                            | Partido Social Democrata             |                            | Aliança Democrática                                                         |
| Cascais                      |                            | Centro Democrático Social            |                            | Partido Social Democrata                                                    |
| Distrito de Portalegre       |                            |                                      |                            |                                                                             |
| Elvas                        |                            | Partido Social Democrata             |                            | Aliança Povo Unido                                                          |
| Nisa                         |                            | Partido Socialista                   |                            | Aliança Povo Unido                                                          |
| Portalegre                   |                            | Aliança Democrática                  |                            | Partido Socialista                                                          |
| Distrito do Porto            |                            |                                      |                            |                                                                             |
| Baião                        |                            | Aliança Democrática                  |                            | Partido Socialista                                                          |
| Gondomar                     |                            | Aliança Democrática                  |                            | Partido Socialista                                                          |
| Marco de Canaveses           |                            | Aliança Democrática                  |                            | Partido do Centro Democrático Social                                        |
| Penafiel                     |                            | Aliança Democrática                  |                            | Partido Socialista                                                          |
| Santo Tirso                  |                            | Aliança Democrática                  |                            | Partido Socialista                                                          |
| Valongo                      |                            | Aliança Democrática                  |                            | Partido Socialista                                                          |
| Vila Nova de Gaia            |                            | Aliança Democrática                  |                            | Partido Socialista                                                          |
| Distrito de Santarém         |                            |                                      |                            |                                                                             |
| Alcanena                     |                            | Aliança Democrática                  |                            | Partido Socialista                                                          |
| Ourém                        |                            | Partido Social Democrata             |                            | Partido do Centro Democrático Social                                        |
| Distrito de Viana do Castelo |                            |                                      |                            |                                                                             |
| Arcos de Valdevez            |                            | Aliança Democrática                  |                            | Partido Social Democrata                                                    |
| Melgaço                      |                            | Aliança Democrática                  |                            | Partido Socialista                                                          |
| Valença                      |                            | Aliança Democrática                  |                            | Partido Social Democrata                                                    |
| Distrito de Vila Real        |                            |                                      |                            |                                                                             |
| Ribeira de Pena              |                            | Partido Popular Monárquico           |                            | Aliança Democrática                                                         |
| Sabrosa                      |                            | Partido Social Democrata             |                            | Aliança Democrática                                                         |
| Valpaços                     |                            | Aliança Democrática                  |                            | Partido Social Democrata                                                    |
| Vila Real                    |                            | Partido Social Democrata             |                            | Aliança Democrática                                                         |
| Distrito de Viseu            |                            |                                      |                            |                                                                             |
| Armamar                      |                            | Aliança Democrática                  |                            | Partido do Centro Democrático Social                                        |
| Carregal do Sal              |                            | Aliança Democrática                  |                            | Partido Social Democrata                                                    |
| Cinfães                      |                            | Partido Social Democrata             |                            | Partido Socialista                                                          |
| Nelas                        |                            | Aliança Democrática                  |                            | Partido Socialista                                                          |
| Oliveira de Frades           |                            | Aliança Democrática                  |                            | Partido Social Democrata                                                    |
| Sernancelhe                  |                            | Aliança Democrática                  |                            | Partido do Centro Democrático Social                                        |
| Vila Nova de Paiva           |                            | Partido Social Democrata             |                            | Partido do Centro Democrático Social                                        |
| Viseu                        |                            | Partido do Centro Democrático Social |                            | Partido Social Democrata                                                    |